# علی کریمی
علی کریمی (با نام تولد محمدعلی کریمی پاشاکی؛ زادهٔ ۱۷ آبان ۱۳۵۷) بازیکن بازنشستهٔ فوتبال اهل ایران است. او در دوران فوتبال حرفه‌ای ۱۸ سالهٔ خود از سال ۱۳۷۵ تا ۱۳۹۳، سابقهٔ بازی در لیگ‌های ایران، امارات، قطر و آلمان را دارد. کریمی که به‌عنوان یک بازی‌ساز دریبل‌زن شناخته می‌شود، با لقب «جادوگر» و «مارادونای آسیا»‏ از او یاد می‌شود. کریمی در سال ۲۰۱۷، از سوی کنفدراسیون فوتبال آسیا به‌عنوان «یکی از نمادهای تاریخ فوتبال آسیا» شناخته شد. او در ویدیو معرفی تیم ملی فوتبال ایران در جام جهانی ۲۰۱۸ نیز، از سوی فیفا؛ به‌عنوان «یکی از دو بازیکن برتر تاریخ فوتبال ایران»، معرفی شد. کریمی در سال ۱۳۹۴، در نظرسنجی برنامهٔ تلویزیونی ۹۰ با کسب ۵۲٫۵ درصد آراء، به‌عنوان محبوب‌ترین فوتبالیست دو دهه (از آغاز دههٔ ۱۳۷۰ تا سال ۱۳۹۴) ایران انتخاب شد.
کریمی فوتبال حرفه‌ای خود را در سال ۱۳۷۵ با فتح در لیگ دسته دوم فوتبال ایران آغاز کرد و پس از ۲ سال به پرسپولیس پیوست که در آن‌جا در ۳ فصل بازی موفق به ۲ بار قهرمانی در لیگ و یک بار قهرمانی در جام حذفی شد و هم‌زمان با تیم ملی، در بازی‌های آسیایی ۱۹۹۸ بانکوک مدال طلا را به گردن آویخت. کریمی از بهمن ۱۳۷۷ به دلیل هل‌دادن داور در بازی تیم امید به مدت یک سال از حضور در تمام مسابقات باشگاهی و ملی محروم شد. او پس از پایان این مدت دوباره به فوتبال بازگشت و در جام ملت‌های آسیا ۲۰۰۰ نیز حاضر بود.
کریمی در سال ۱۳۸۰ به الاهلی امارات منتقل شد که در فصل ۲۰۰۳–۲۰۰۲، به عنوان «بهترین بازیکن خارجی لیگ برتر فوتبال امارات» انتخاب شد و در فصل ۲۰۰۴–۲۰۰۳، عنوان «آقای‌گل لیگ برتر فوتبال امارات» و «مرد سال فوتبال امارات» را کسب کرد. او با تیم ملی ایران در جام ملت‌های آسیا ۲۰۰۴ مقام سوم را کسب کرد و هم‌زمان به عنوان آقای‌گلی این مسابقات (مشترکاً با علاء حبیل از بحرین) دست یافت. او در همین سال (۲۰۰۴) جایزه «مرد سال فوتبال آسیا» را از کنفدراسیون فوتبال آسیا دریافت کرد. او در سال ۲۰۰۵ به باشگاه بایرن مونیخ پیوست و در ۲ سال حضورش در این باشگاه ضمن انجام ۴۲ بازی رسمی، قهرمانی جام حذفی آلمان و بوندس‌لیگا را هرکدام یک بار تجربه کرد. او همچنین در جام جهانی ۲۰۰۶ با ایران حاضر بود و در جام ملت‌های آسیا ۲۰۰۷ نیز بازی کرد. سپس به القطر در لیگ ستارگان قطر رفت و پس از یک سال به پرسپولیس در لیگ برتر فوتبال ایران برگشت که حضورش در این تیم یک سال ادامه داشت. کریمی بازی در ایران را با ۱٫۵ فصل حضور در استیل‌آذین ادامه داد و در نیم‌فصل دوم ۲۰۱۱–۲۰۱۰ عضو باشگاه شالکه آلمان بود که قهرمانی جام حذفی آلمان را برای بار دوم کسب کرد.
کریمی به پرسپولیس بازگشت تا سومین دوره حضور خود را با این باشگاه تجربه کند. پس از ۲ فصل بازی، او به باشگاه فوتبال تراکتور پیوست و آخرین فصل دوران بازیگری خود را با قهرمانی در جام حذفی پایان داد. کریمی در سال ۱۳۹۳ با دستیاری کارلوس کیروش در تیم ملی ایران پا به عرصه مربیگری گذاشت. او همچنین برای مدتی هدایت تیم سپیدرود را بر عهده داشت. کریمی در دی ماه ۱۳۹۹ نیز؛ برای انتخابات ریاست فدراسیون فوتبال، نامزد شد که انتخاب نشد.
کریمی خارج از دنیای فوتبال، به‌خاطر مشارکت‌های عموماً پنهانی خود در امور خیریه و همچنین واکنش‌ها و مواضع صریح در مورد وقایع ایران، به عنوان یک کنشگر مدنی شناخته شده است.‏

## زندگی شخصی

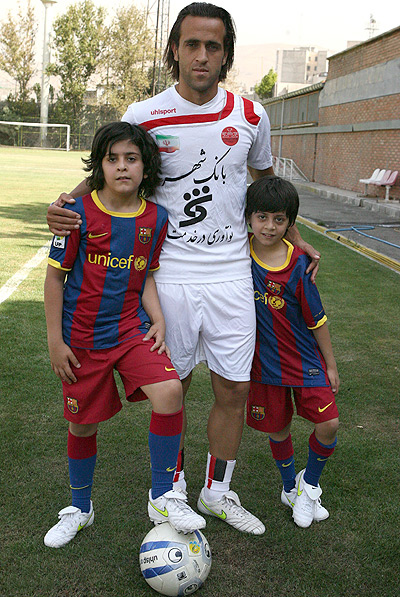
هیرسا (سمت راست) و هاوش (سمت چپ) پسران علی کریمی

علی کریمی در ۱۷ آبان ۱۳۵۷ با نام کاملی محمدعلی کریمی پاشاکی (او بعدها پسوند پاشاکی را از نام خود حذف کرد) در کرج به‌دنیا آمد و فرزند چهارم خانواده است. کریمی اصالتاً لاهیجانی است. پدرش ولی‌الله کریمی، در جوانی در استان، گیلان، بازیکن فوتبال بود و مادرش خانه‌دار است. کریمی ۳ برادر و یک خواهر دارد. کریمی پس از گرفتن مدرک تحصیلی دیپلم، همانند برادرش فرشید، به صورت حرفه‌ای به فوتبال روی آورد و مدتی با او هم‌بازی بود.
کریمی در سال ۱۳۷۸ با سحر داوری ازدواج کرد‏ او دو فرزند پسر به نام‌های هاوش و هیرسا و یک فرزند دختر به نام هیما دارد. غلامعلی داوری، پدر سحر داوری، از اعضای کادر نیروهای هوایی ارتش بوده است که جمهوری اسلامی او را در دهه ۱۳۶۰ اعدام کرد. داوری در سال ۱۳۶۲ به همراه شمار دیگری از نظامیان به اتهام ارتباط با حزب توده دستگیر شده بود. او در سال ۱۳۶۷ و در جریان کشتار زندانیان سیاسی اعدام شد.

## دوران باشگاهی

### آغاز
کریمی فوتبال خود را از تیم نوجوانان نفت تهران آغاز کرد، جایی که برادر بزرگ‌ترش فرشید، یک سال پیش از ورود او در آن بازی می‌کرد.
او سپس به نوجوانان باشگاه سایپا پیوست و در رده جوانان این باشگاه نیز بازی کرد. کریمی پس از آن به فتح تهران منتقل شد، جایی که ابتدا در رده جوانان بازی می‌کرد. او در سال ۱۳۷۵ موفق شد به تیم بزرگسالان راه یابد.
فتح در آن زمان که لیگ آزادگان بالاترین سطح فوتبال ایران بود، در رده پایین‌تر؛ یعنی لیگ دسته دوم حضور داشت. علی کریمی مجموعاً ۲ فصل برای فتح به میدان رفت. در فصل ۱۳۷۶–۱۳۷۵، کریمی موفق شد نمایش خوبی داشته‌باشد و در فصل ۱۳۷۷–۱۳۷۶ با فتح تا یک‌قدمی صعود به لیگ آزادگان پیش‌رفت اما در نهایت آن‌ها موفق به صعود نشدند.

#### جام فوتسال رمضان
جام فوتسال رمضان ۱۳۷۶
مسابقات فوتسال جام رمضان در دی ۱۳۷۶، با شرکت ۳۲ تیم در هشت گروه، در سالن دوازده هزار نفری آزادی آغاز شد.
با انجام بازی‌های مقدماتی؛ در نهایت چهار تیم آتش‌نشانی، فتح، استقلال و پرسپولیس به مرحله نیمه‌نهایی این رقابت‌ها (در بهمن ۱۳۷۶) راه یافتند.
تیم فتح در دیدار نیمه‌نهایی پس از غلبه بر پرسپولیس، به فینال ششمین دوره این مسابقات راه پیدا کرد.
در مسابقه فینال که بین تیم‌های فتح و استقلال تهران برگزار شد، کریمی سه گل به ثمر رساند و یک پاس گل ارسال کرد (برد ۳–۷ فتح).
عملکرد کریمی در این مسابقات موجب شد، تا مورد توجه تیم‌های فوتبال استقلال و پرسپولیس قرار بگیرد.‏ او در نهایت با پذیرش پیشنهاد پرسپولیس به این تیم پیوست.
فوتسال در دوران محرومیت
با برگزاری مسابقات سالنی (در دوران محرومیت یک ساله کریمی)، علی دایی به همراه تنی چند از دوستان و برادرانش در این مسابقات شرکت کرد.
در سالن کوی نصر (گیشا) تیم علی دایی در برابر تیم کریمی صف آرایی کردند. در حین بازی علی کریمی چندین بار توپ را از میان پاهای علی دایی عبور داد که منجر به درگیری میان این دو هم‌بازی تیم ملی شد. این بازی آغاز اختلاف‌های دایی و کریمی بود.

### پرسپولیس

#### فصل ۷۸–۱۳۷۷

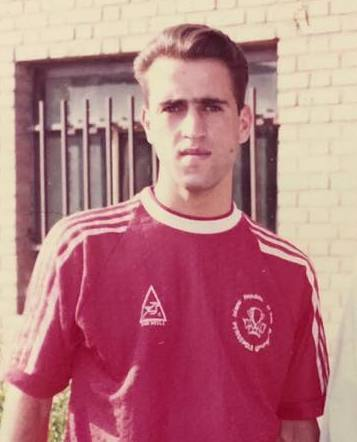
علی کریمی در پرسپولیس ۱۳۷۹

علی کریمی در خرداد ۱۳۷۷، در زمان مربی‌گری ایویکا مت‌کوویچ به پرسپولیس پیوست.‏(پروین از هفته چهارم لیگ، هدایت پرسپولیس را بر عهده گرفت) کریمی در اولین فصل حضور در پرسپولیس، موفق شد قهرمانی لیگ و جام حذفی را با این تیم، به دست آورد.‏
کریمی اولین بار در ۲۲ شهریور ۱۳۷۷؛ مقابل پلی‌اکریل اصفهان در لیگ برای پرسپولیس به میدان رفت.‏ با گذشت چهار هفته از مسابقات لیگ کریمی اولین گل خود را برای این تیم در مقابل سایپا در تاریخ ۱۰ مهر ۱۳۷۷ به ثمر رساند و یک روز بعد از سوی منصور پورحیدری به تیم ملی دعوت شد.‏
او در آبان ۱۳۷۷ برای نخستین بار در دربی تهران به میدان رفت. در این بازی که با نتیجه ۱–۰ به سود پرسپولیس به پایان رسید. کریمی به عنوان هافبک چپ به میدان رفت.
پس از بازی مقابل استقلال، کریمی برای دومین بار؛ به اردوی تیم ملی، برای شرکت در بازی‌های آسیایی ۱۹۹۸ بانکوک فرا خوانده شد. او پس از قهرمانی با تیم ملی در بازی‌های آسیایی، در ادامه مسابقات لیگ برای پرسپولیس به میدان رفت، که در مقابل تیم‌های تراکتورسازی و ذوب‌آهن گلزنی کرد.
کریمی علاوه بر تیم بزرگسالان؛ در تیم ملی امید ایران نیز حضور داشت. او در بهمن ۱۳۷۷ در بازی دوستانه تیم ملی امید ایران مقابل ویتنام، داور وسط را هل داد و از سوی AFC به مدت یک سال از حضور در تمامی مسابقات محروم شد. بدین ترتیب او با حکم انضباطی، به مدت یک سال از ترکیب پرسپولیس دور ماند. کریمی پیش از محرومیت؛ آخرین بار در دور برگشت لیگ، مقابل پلی اکریل اصفهان برای پرسپولیس به میدان رفت.

#### فصل ۷۹–۱۳۷۸
کریمی در دومین فصل حضور در پرسپولیس، برای دومین بار؛ قهرمانی لیگ را با این تیم به‌دست‌آورد. او همچنین به همراه پرسپولیس؛ به مقام سوم جام باشگاه‌های آسیا دست یافت.
کریمی بهمن ۱۳۷۸ در نخستین بازی خود پس از محرومیت انضباطی، مقابل الشرطه عراق در رقابت‌های جام باشگاه‌های آسیا برای پرسپولیس به میدان رفت. تیم پرسپولیس با حضور کریمی پس از انجام بازی‌های مرحله گروهی، به جمع چهار تیم پایانی نوزدهمین دوره این رقابت‌ها راه یافت. پس از شکست مقابل جوبیلو ایواتا ژاپن در مرحله نیمه نهایی، پرسپولیس در دیدار رده‌بندی با تک گل علی کریمی، سوون سامسونگ کره جنوبی را شکست داد و به مقام سوم جام باشگاه‌های آسیا، در فصل (۷۹–۱۳۷۸) ۲۰۰۰–۱۹۹۹ دست پیدا کرد.‏
عملکرد کریمی در این رقابت‌ها موجب شد مورد توجه باشگاه پروجا ایتالیا قرار بگیرد.
کریمی همچنین در اسفند ۱۳۷۸ بار دیگر برای پرسپولیس در مسابقات لیگ به میدان رفت؛ که در چهارمین بازی خود برای این تیم مقابل تراکتورسازی گلزنی کرد. کریمی در هفته پایانی لیگ (هفته ۲۶ که به صورت هم‌زمان در اول خرداد ۱۳۷۹ برگزار شد) مقابل فولاد خوزستان دو گل به ثمر رساند و همراه با پرسپولیس به قهرمانی لیگ در فصل ۷۹–۱۳۷۸ دست پیدا کرد.

#### فصل ۸۰–۱۳۷۹
کریمی در سومین فصل حضور در پرسپولیس، به عنوان نایب قهرمان لیگ دست یافت.‏ او همچنین به همراه این تیم؛ برای دومین سال پیاپی، مقام سوم جام باشگاه‌های آسیا را کسب کرد.‏
با آغاز رقابت‌های لیگ، کریمی به منظور قرارداد با باشگاه پروجا، به ایتالیا سفر کرد. اما به دلیل پایین بودن قیمت پیشنهادی این باشگاه ایتالیایی به این تیم ملحق نشد. بنا بر نوشته ورلد ساکر، باشگاه پروجا ایتالیا در شهریور ۱۳۷۹، با مبلغ یک میلیون و چهارصد هزار یورو (ورلد ساکر مدت قرارداد را ذکر نکرده است) خواهان به خدمت گرفتن کریمی بوده است.
با برگزاری دربی تهران در دی ۱۳۷۹، کریمی برای سومین بار در مقابل استقلال به میدان رفت. او در این مسابقه یک پنالتی گرفت و در دقایق پایانی نیز یک گل به ثمر رساند تا بازی با تساوی ۲–۲ به پایان برسد. با نزدیک شدن به پایان لیگ در فروردین ۱۳۸۰، کریمی در هفته ۲۱ (یک هفته به پایان لیگ) در مقابل برق شیراز گلزنی کرد و همراه با پرسپولیس، عنوان نایب قهرمانی لیگ را در فصل ۸۰–۱۳۷۹ به دست آورد.‏
کسب عنوان سومی جام باشگاه‌های آسیا؛ برای دومین بار متوالی (۲۰۰۱–۲۰۰۰)
کریمی در شهریور ۱۳۷۹ با آغاز بیستمین دوره جام باشگاه‌های آسیا در فصل ۰۱–۲۰۰۰، در اولین مسابقه پرسپولیس مقابل الوکره قطر به میدان رفت. در بازی رفت و در حالی که پرسپولیس با دو گل از حریف عقب افتاده بود، کریمی دو بار گلزنی کرد و یک پاس گل داد. (پرسپولیس ۴ – الوکره ۲) او در بازی برگشت نیز که با برتری ۵–۱ پرسپولیس همراه بود، یک گل به ثمر رساند. پرسپولیس در دور دوم این مسابقات نیز با حذف العین امارات در مجموع دو بازی رفت و برگشت، به مرحله گروهی این رقابت‌ها صعود کرد. در بازی برگشت که با تساوی ۲–۲ در امارات به پایان رسید، کریمی یک پاس گل ارسال کرد.
در بازی‌های مرحله گروهی جام باشگاه‌های آسیا که به صورت متمرکز در اسفند ۱۳۷۹ در تهران برگزار شد، پرسپولیس پس از تساوی بدون گل مقابل تیم‌های الاتحاد عربستان و ایرتیش پاولودار قزاقستان به مصاف الهلال عربستان رفت. در این دیدار که مسئولان باشگاه اتلتیکو مادرید نیز در ورزشگاه آزادی حضور داشتند، کریمی یک گل زد و یک پاس گل داد. عملکرد کریمی در این مسابقات موجب شد تا باشگاه اتلتیکو مادرید بیش از پیش برای به خدمت گرفتن او مصمم شود. (پیش از این نیز در دی ۱۳۷۹؛ باشگاه اتلتیکو مادرید پس از حضور کریمی در تمرینات این تیم خواهان جذب این بازیکن بود، که به دلیل مبلغ کم قرارداد، کریمی به این تیم ملحق نشد). با صعود پرسپولیس و ایرتیش پاولودار به مرحله نیمه نهایی جام باشگاه‌های آسیا، کریمی مذاکره با اتلتیکو مادرید را به پایان مسابقات پرسپولیس در جام باشگاه‌های آسیا موکول کرد.
پرسپولیس در مرحله نیمه نهایی جام باشگاه‌های آسیا، در حالی که با گل کاویانپور روی پاس علی کریمی از سوون سامسونگ پیش افتاده بود، در پایان با نتیجه ۱–۲ شکست خورد و از رسیدن به فینال بازماند. با برتری پرسپولیس در مقابل ایرتیش پاولودار قزاقستان در بازی رده‌بندی، کریمی در خرداد ۱۳۸۰، برای دومین سال پیاپی همراه با پرسپولیس عنوان سوم جام باشگاه‌های آسیا را در فصل (۸۰–۱۳۷۹) ۲۰۰۱–۲۰۰۰ کسب کرد.‏
او پس از پایان بازی‌های جام باشگاه‌های آسیا، پیشنهاد اتلتیکو مادرید را نپذیرفت و به تیم الاهلی امارات پیوست.

### الاهلی امارات

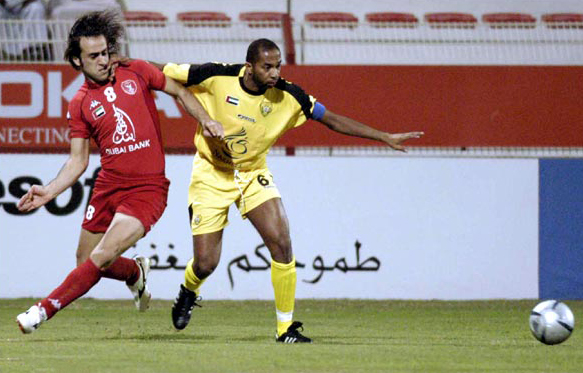
علی کریمی در تیم الاهلی / ۱۳۸۳

علی کریمی در سال ۲۰۰۱؛ به رغم داشتن پیشنهادهایی از تیم‌های اروپایی، به خاطر نزدیکی به خانواده ترجیح داد در آسیا بماند، و به الاهلی امارات پیوست. این باشگاه اماراتی توانست در اولین فصل حضور کریمی؛ جام حذفی را در فصل ۲۰۰۲–۲۰۰۱ فتح کند، که کریمی زننده یکی از ۳ گل الاهلی در فینال بود. او فصل بعد به عنوان بهترین بازیکن خارجی لیگ امارات برگزیده شد. کریمی در فصل ۰۳–۲۰۰۲ نیز، به عنوان بهترین بازیکن لیگ امارات انتخاب شد و علی‌رغم پیشنهاد از تیم‌های مطرح اروپایی بار دیگر قراردادش را با الاهلی تمدید کرد. او در سال ۲۰۰۴ توانست ۱۴ گل برای تیمش به ثمر برساند.
در همین فصل الاهلی توانست برای دومین بار در طول ۳ سال، قهرمانی جام حذفی امارات را جشن بگیرد و به نایب قهرمانی لیگ امارات برسد.
در ماه‌های پایانی حضور کریمی در الاهلی، مدیر برنامه‌های او اعلام کرد که باشگاه‌های هرتابرلین، هامبورگ، بایرن مونیخ، یوونتوس و آ. اس. رم به صورت تلفنی با او صحبت کرده‌اند، اما او مذاکره را به پایان قرارداد کریمی با الاهلی، موکول کرده است.

### بایرن مونیخ

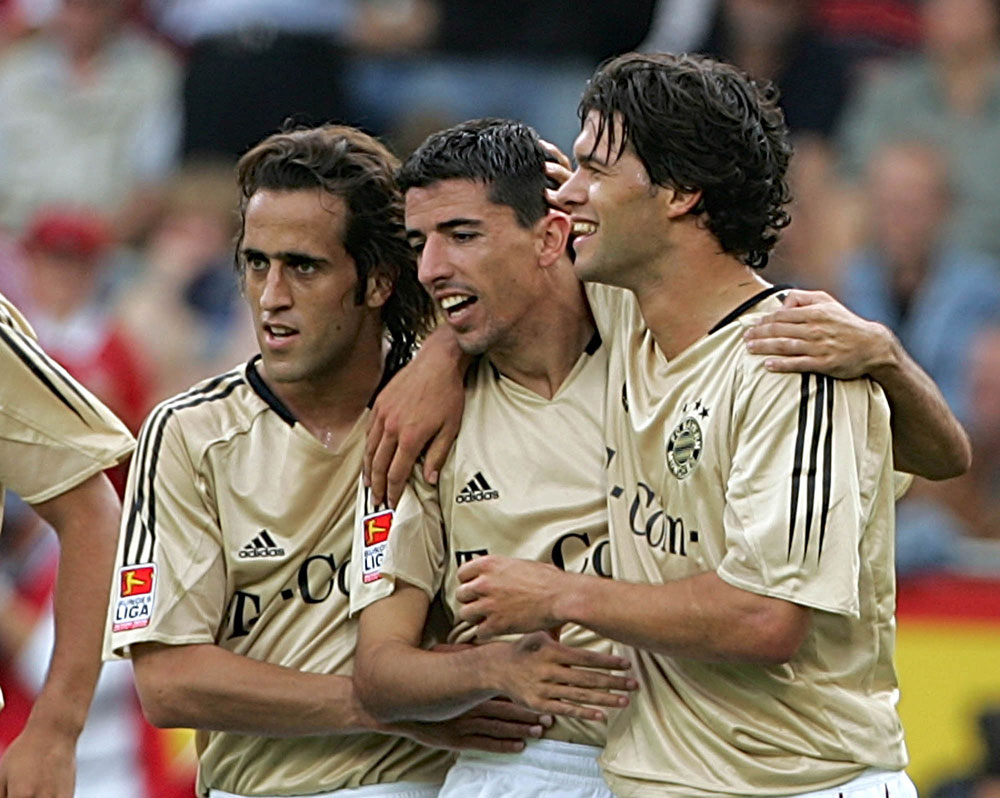
علی کریمی، روی ماکای و میشائل بالاک در لباس تیم بایرن مونیخ در سال ۲۰۰۶ (کریمی در «۴۲» بازی رسمی برای بایرن‌مونیخ به میدان رفت، و یک فصل قرارداد او با این تیم تمدید شد)

در ۳ مه ۲۰۰۵ برابر ۱۳ اردیبهشت ۱۳۸۴، باشگاه بایرن مونیخ اعلام کرد که به عنوان اولین بازیکن جدید خود برای فصل ۰۶–۲۰۰۵، کریمی ۲۶ ساله را با قراردادی یک‌ساله (با بندی که امکان تمدید یک‌ساله آن را به طرفین می‌دهد) به عنوان سومین بازیکنی ایرانی این تیم، پس از علی دایی (۹۹–۱۹۹۸) و وحید هاشمیان (۰۵–۲۰۰۴) به خدمت گرفته است. پیش از این انتقال؛ مجله کیکر آلمان در گزارشی عنوان کرده بود، تیم‌های رئال مادرید، المپیک مارسی و بایرن مونیخ خواهان جذب کریمی هستند. بنابر گزارش کیکر؛ کریمی پس از بازی دوستانه ایران و آلمان در سال ۲۰۰۴، در فهرست خرید بایرن مونیخ قرار گرفت. (کریمی در این مسابقه پس از ینس لمان، بهترین نمره این مجله آلمانی را دریافت کرد).

#### فصل ۲۰۰۶–۲۰۰۵
کریمی از همان ابتدای فصل در ترکیب تیمش به میدان رفت. نخستین بازی رسمی کریمی برای بایرن، در نیمه دوم بازی برابر اشتوتگارت در مرحله نیمه نهایی لیگا پوکال بود که تیمش ۲–۱ شکست خورد و از رسیدن به فینال بازماند.
کریمی در بازی هفته اول بوندس‌لیگا در برابر بروسیا مونشن‌گلادباخ، نیمه دوم وارد میدان شد. او در پیروزی ۵–۲ هفته دوم برابر بایر لورکوزن، با زدن یک گل و ارسال یک پاس گل، در تیم منتخب هفته بوندس‌لیگا قرار گرفت.‏ با گذشت شش هفته از لیگ، کریمی با ارسال دومین پاس گل خود در بوندس‌لیگا، زمینه‌ساز پیروزی ۱–۰ بایرن در مقابل اینتراخت فرانکفورت شد و به عنوان بهترین بازیکن زمین؛ برای دومین بار، در تیم منتخب هفته بوندس‌لیگا قرار گرفت.
با گذشت ۱۶ هفته از لیگ، کریمی سومین پاس گل خود را در مقابل کایزرسلاوترن ارسال کرد. پس از این مسابقه، مارکوس هورویک سخنگوی باشگاه بایرن‌مونیخ در مصاحبه‌ای اعلام کرد: «باشگاه بایرن‌مونیخ از عملکرد کریمی راضی است و قرارداد جدیدی با این بازیکن منعقد خواهد کرد».
با پایان رقابت‌های نیم‌فصل بوندس‌لیگا؛ که با برتری ۲–۱ بایرن در مقابل بروسیا دورتموند همراه بود، کریمی بار دیگر گل‌زنی کرد.‏
او همچنین در بازی هفته ۲۲ مسابقات بوندس‌لیگا؛ که با تساوی ۱−۱ مقابل هانوفر به پایان رسید، با کسب نمره ۲٫۵ از مجله کیکر، به عنوان بهترین بازیکن بایرن مونیخ شناخته شد.

علی کریمی در تیم منتخب بازیکنانی که به صورت آزاد به بایرن‌مونیخ پیوستند (۲۰۱۷–۱۹۹۸)، و عملکرد «موفقی» در این تیم داشتند. به انتخاب ترنسفرمارکت (transfermarkt‏) / ترکیب ۱–۳–۲–۴

کریمی که پس از کسب جایزه بازیکن سال آسیا-۲۰۰۴ به بایرن‌مونیخ پیوسته بود، در فهرست اولیه سه نامزد نهایی بازیکن سال آسیا-۲۰۰۵ در کنار پارک جی سونگ از منچستر یونایتد و شونسوکی ناکامورا از سلتیک قرار گرفت، اما با عوض شدن قوانین کنفدراسیون فوتبال آسیا، مبنی بر حضور اجباری در محل اهداء جایزه و بازی در فوتبال قاره آسیا، در لیست نهایی کنفدراسیون فوتبال آسیا نامی از او دیده نشد. کریمی همچنین به عنوان هافبک بایرن مونیخ، در کنار رونالدینیو از بارسلونا و زیدان از رئال مادرید؛ در نظر سنجی سایت فیفا، به عنوان یکی از نامزدهای سلطان دریبل جهان در سال ۲۰۰۶ قرار گرفت.
طبق یکی از بندهای قرارداد کریمی، مدت آن پس از ۲۵ بازی به‌طور خودکار تمدید می‌شد که در بازی با هامبورگ در هفته ۲۴ لیگ (که بیست و پنجمین بازی کریمی محسوب می‌شد) این اتفاق افتاد. اما در همین بازی مصدوم شد و ادامه فصل را از دست داد.‏
او پیش از آسیب‌دیدگی، ۳ بار نیز در لیگ قهرمانان اروپا به میدان رفت که در اولین بازی خود برابر راپیدوین گلزنی کرد. با گلزنی در مقابل راپیدوین؛ کریمی تنها بازیکن ایرانی بایرن‌مونیخ لقب گرفت، که در لیگ قهرمانان اروپا گل زده است.
کریمی پیش از مصدومیت؛ در ۲۰ بازی بوندس‌لیگا، ۲ بازی جام حذفی و ۳ بازی لیگ قهرمانان اروپا به میدان رفت و به ترتیب در هر کدام نمره‌های میانگین ۳٫۵۷، ۴٫۲۵ و ۳٫۸۳ را از مجله کیکر کسب کرد. (میانگین نمرات کریمی در بوندس‌لیگا و لیگ قهرمانان اروپا در فصل ۰۶–۲۰۰۵، بهترین نمرات در میان سه بازیکن ایرانی این تیم به‌شمار می‌رود) کریمی در پایان فصل، قهرمانی بوندس‌لیگا و جام حذفی را همراه با بایرن‌مونیخ به‌دست‌آورد.

#### فصل ۲۰۰۷–۲۰۰۶
کریمی که پس از بازگشت از جام جهانی، همچنان از آسیب‌دیدگی فصل پیش خود احساس ناراحتی می‌کرد پیش از شروع فصل دوباره مصدوم شد و بازی‌های آغازین فصل را از دست داد.‏ او در فصل ۰۷–۲۰۰۶ نتوانست عملکرد فصل پیش خود را تکرار کند و در بیشتر طول فصل نیمکت‌نشین بود. کریمی تا پایان فصل مجموعاً ۱۵ بازی (۱۳ بازی بوندس‌لیگا- ۲ بازی لیگ قهرمانان اروپا) انجام داد و مجله کیکر نمره میانگین ۴٫۱۳ را در بوندس‌لیگا به او اختصاص داد.
کریمی در حالی که هفته‌های پایانی قراردادش با بایرن مونیخ را می‌گذراند، پیشنهادهایی از تیم موناکو و باشگاه‌هایی از آلمان و اسپانیا دریافت کرد.
او در هفته ۳۲ بوندس‌لیگا با ارسال پاس گل، زمینه‌ساز تساوی ۱–۱ بایرن در مقابل بروسیا مونشن‌گلادباخ شد. کریمی در هفته ۳۴ بوندس‌لیگا، در پیروزی ۲–۵ مقابل ماینتس در آخرین بازی خود برای بایرن به میدان رفت و آخرین گل خود را نیز در این بازی به ثمر رساند. در این مسابقه پس از مهمت شول؛ کریمی با کسب نمره ۲٫۵ از مجله کیکر، به عنوان دومین بازیکن برتر بایرن شناخته شد.
کریمی در مجموع دو فصل حضور در بایرن مونیخ، با انجام ۴۲ بازی (۳۳ بازی بوندس‌لیگا، ۵ بازی لیگ قهرمانان اروپا، ۲ بازی جام حذفی و ۲ بازی لیگا پوکال) رکورددار بیشترین تعداد بازی در میان سه بازیکن ایرانی این تیم شد و با زدن ۴ گل و ارسال ۴ پاس گل به کار خود در این تیم پایان داد.
در سال ۲۰۱۷؛ وب‌سایت ترنسفرمارکت در معرفی تیم منتخب ۱۱ نفره (از پست دروازه‌بان تا مهاجم) بازیکنانی که بین سال‌های ۱۹۹۸ تا ۲۰۱۷، به صورت «آزاد» به بایرن‌مونیخ پیوسته‌اند، و عملکرد «موفقی» در این تیم داشته‌اند، علی کریمی را در ترکیب ۱–۳–۲–۴، به عنوان «هافبک هجومی»، پشت سر لواندوفسکی مهاجم انتخاب کرد.‏

«در فصل اول حضورم در بایرن مونیخ؛ این افتخار را داشتم تا در کنار این اسطوره، که بهترین بازیکن تاریخ ایران است، بازی کنم.»‏

لوکاس پودولسکی هم‌بازی سابق علی کریمی، در بایرن‌مونیخ/ اردیبهشت ۱۳۹۹
باشگاه بایرن مونیخ در ۱۴ آبان ۱۴۰۱ پس از مواضع کریمی در حمایت از خیزش ۱۴۰۱ ایران، اعلام کرد: «ما به خاطر نگرانی پیرامون وضعیت سلامتی علی کریمی و دیگر بازیکنان ایرانی بایرن‌مونیخ، از مدت‌ها پیش با سفیر آلمان در تهران در تماس هستیم. باشگاه بایرن‌مونیخ از شرایط حساس کنونی آگاه است و آماده ارائه خدمات حمایتی خود در این زمینه است».

### القطر
علی کریمی پس از رد پیشنهاد تیم‌های اروپایی در آخرین روزهای حضور در بایرن مونیخ، پیشنهادهایی از تیم‌های عربی الوحده، النصر، الاهلی، العین و الوصل از لیگ امارات دریافت کرد، اما سرانجام در خرداد ۱۳۸۶ با عقد قراردادی ۲ ساله با کمیته المپیک قطر (کمیته بازیکنان حرفه‌ای قطر)، با مبلغ ۶‏ میلیون دلار به تیم القطر در لیگ ستارگان قطر پیوست.
کریمی در در پایان فصل، همراه با القطر در رده چهارم لیگ قرار گرفت. او تا پایان فصل؛ در لیگ، جام ولیعهد و جام امیر قطر مجموعاً ۳۰ بازی انجام داد و ۶ گل زد.
کریمی در دومین فصل حضور در لیگ قطر، به همراه تمامی بازیکنان خارجی القطر از این تیم جدا شد. از آنجا که هنوز یک سال از قرارداد کریمی با کمیته بازیکنان حرفه‌ای قطر باقی‌مانده بود، او به باشگاه السیلیه منتقل شد.
کریمی که تمایلی به ماندن در قطر نداشت تنها در دو بازی تدارکاتی مقابل نورنبرگ و شواینفورت در اردوی آمادگی این تیم در آلمان برای السیلیه به میدان رفت که در بازی دوم گلزنی کرد. کریمی پیش از آغاز رقابت‌های لیگ قطر از السیلیه جدا شد و به پرسپولیس پیوست.

### بازگشت به پرسپولیس
پرسپولیس قبل از اضافه شدن کریمی به این تیم تا پایان هفته هفتم، با کسب ۱۱ امتیاز از ۶ بازی در رتبه پنجم جدول لیگ برتر قرار داشت. بازی‌های معوقه هفته پنجم تمامی تیم‌های لیگ برتر، پس از هفته دهم انجام گرفت.

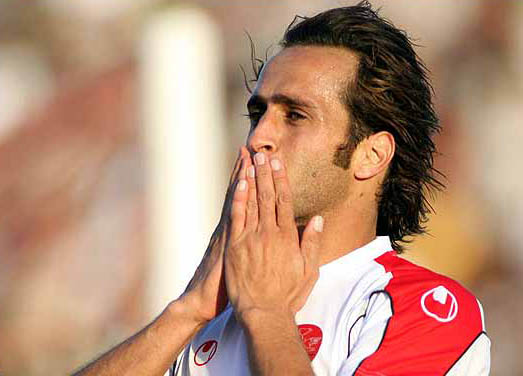
هت‌تریک علی کریمی مقابل ابومسلم در مشهد/ مهر ۱۳۸۷

علی کریمی علی‌رغم پیشنهادهایی از لیگ‌های اسپانیا، آمریکا، ژاپن و امارات، با امضا قراردادی ده‌ماهه، در تاریخ ۱۶ شهریور ۱۳۸۷ به تیم سابقش پرسپولیس پیوست.‏او پس از ۲۷۱۷ روز؛ در حضور قریب به یکصد هزار تماشاگر در هشتمین هفته از هشتمین دوره لیگ برتر فوتبال ایران در مقابل پگاه گیلان، بار دیگر برای پرسپولیس به میدان رفت.‏
کریمی که از ترکیب تیم ملی توسط علی دایی (سرمربی وقت تیم ملی) کنار گذاشته شده بود، در ۵ بازی نخست خود در لیگ برتر برای پرسپولیس ۵ بار گلزنی کرد. دایی پس از عملکرد کریمی در لیگ برتر او را به تیم ملی دعوت کرد اما این بار علی کریمی بود که دعوت او را نپذیرفت.
کریمی در اولین گلزنی خود پس از بازگشت به پرسپولیس، توانست در دقایق پایانی شهرآورد ۶۵ موفق به گلزنی شود. او پنج روز بعد در بازی مقابل ابومسلم، هت‌تریک کرد و در هفته یازدهم لیگ، پنجمین گل خود را در مقابل برق شیراز به ثمر رساند.
کریمی در مجموع ۲۱ بار (با احتساب بازی‌های عقب افتاده پرسپولیس) در لیگ برتر به میدان رفت.
او در بازی برگشت در مقابل استقلال در دقایق پایانی یک پنالتی گرفت؛ که با گل شدن ضربه پنالتی توسط مازیار زارع، بازی با تساوی ۱–۱ به پایان رسید.
او در مجموع ۳ پنالتی برای پرسپولیس در لیگ گرفت، ۵ گل به ثمر رساند و ۶ پاس گل نیز برای هم‌تیمی‌هایش فراهم کرد. کریمی پس از پیوستن به پرسپولیس در هفت مسابقه لیگ غیبت داشت (غالباً به دلیل مصدومیت از ناحیه کمر) که این تیم پنج امتیاز در این بازی‌ها کسب کرد.
کریمی که آخرین بار در خرداد ۱۳۸۰ برای پرسپولیس در جام باشگاه‌های آسیا به میدان رفته بود، در اسفند ۱۳۸۷ در مقابل الشارجه امارات بار دیگر برای این تیم در رقابت‌های آسیایی به میدان رفت. در این مسابقه که اولین بازی کریمی برای پرسپولیس در لیگ قهرمانان آسیا محسوب می‌شد، او یک گل به ثمر رساند و به عنوان بهترین بازیکن زمین نیز انتخاب شد. کریمی در مجموع ۶ بار برای پرسپولیس در لیگ قهرمانان آسیا به میدان رفت. او در این مسابقات ۲ گل به ثمر رساند، تا تعداد گل‌های آسیایی (جام باشگاه‌های آسیا و لیگ قهرمانان آسیا) خود را در پرسپولیس به عدد ۷ برساند.
او همچنین در دو بازی به عنوان بهترین بازیکن زمین انتخاب شد.
کریمی که تا آخرین ساعات نقل و انتقالات لیگ منتظر پیشنهاد باشگاه پرسپولیس بود، در نهایت توسط عباس انصاری فرد (مدیرعامل وقت باشگاه پرسپولیس) از این تیم کنار گذاشته شد و به استیل‌آذین پیوست.

### استیل آذین

#### فصل ۸۹–۱۳۸۸

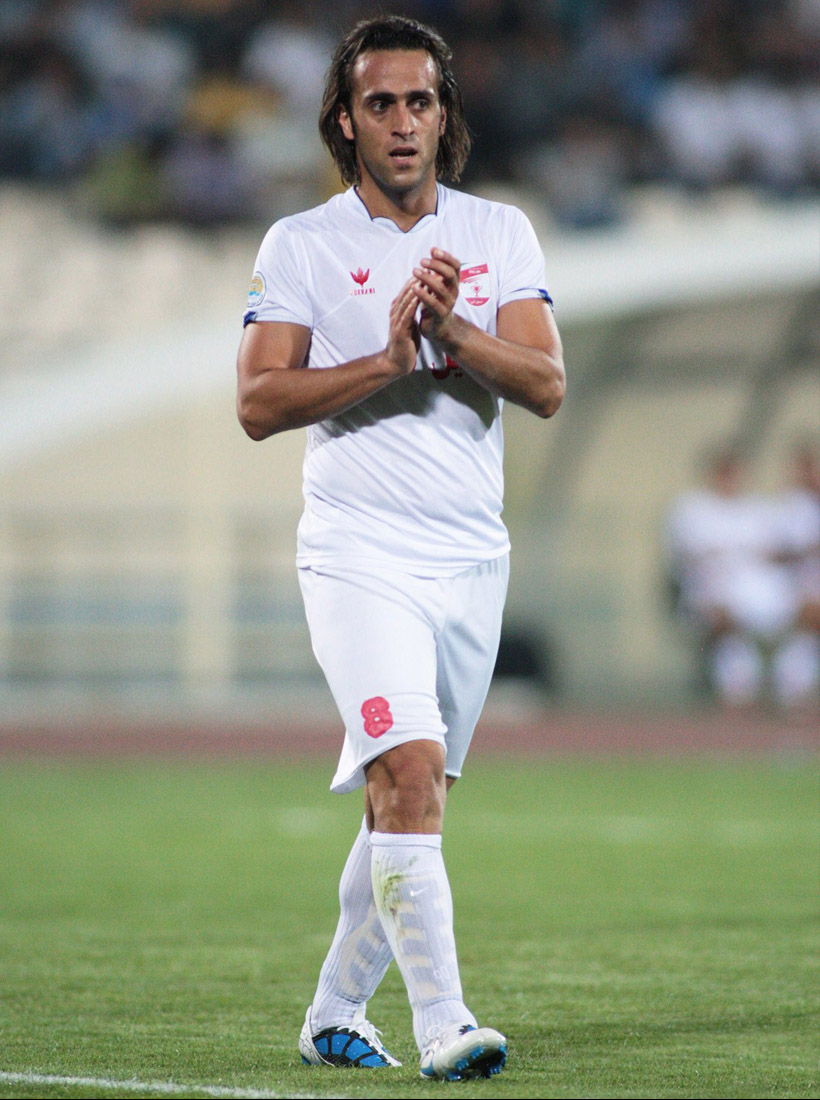
علی کریمی در تیم استیل آذین

علی کریمی در سال ۱۳۸۸ به سبب عدم تمایل مدیران وقت باشگاه پرسپولیس برای تمدید قرارداد با وی این باشگاه را ترک کرد و به استیل آذین پیوست.
دو ماه پس از جدایی کریمی از پرسپولیس، عباس انصاری‌فرد در برنامه نود با بیان اینکه توافقات لازم برای تمدید قرارداد کریمی انجام شده بود اعلام کرد؛ هم او و هم کریمی رکب خورده‌اند و افراد دیگری مانع حضور کریمی در پرسپولیس شده‌اند. چند روز بعد، انصاری‌فرد از مدیر عاملی باشگاه پرسپولیس برکنار شد و حبیب کاشانی به عنوان سرپرست منصوب شد. با برکناری انصاری‌فرد و درخواست باشگاه پرسپولیس برای بازگشت کریمی به این تیم، او نیز آمادگی خود را جهت بازگشت به پرسپولیس در صورت موافقت باشگاه استیل آذین اعلام کرد. اما مسئولان این باشگاه با ارسال نامه‌ای به باشگاه پرسپولیس مخالفت خود را برای انتقال کریمی به پرسپولیس اعلام کردند.
کریمی در پانزدهمین هفته از نهمین دوره لیگ‌برتر فوتبال ایران برای اولین بار در مقابل تیم سابق خود به میدان رفت و با ارسال ۲ پاس گل نقش مؤثری در پیروزی ۲ بر ۱ استیل آذین در مقابل پرسپولیس ایفا کرد. کریمی پس از آنکه در دقایق پایانی این مسابقه از زمین اخراج شد، پیراهن استیل آذین را کنار انداخت و با نشان دادن پیراهن پرسپولیس به رختکن رفت.
در فصل ۸۹–۸۸ لیگ برتر؛ علی کریمی با پیراهن استیل آذین ۱۴ گل به ثمر رساند
و با دریافت ۹ کارت زرد و ۳ کارت قرمز خشن‌ترین و در عین حال مؤثرترین بازیکن در نهمین دوره لیگ برتر شناخته شد.

#### فصل ۹۰–۱۳۸۹
کریمی پس از پایان اولین فصل حضور در استیل آذین، علی‌رغم پیشنهاد لس‌آنجلس گلکسی آمریکا قرارداد خود را به مدت یک سال با باشگاه استیل آذین تمدید کرد.
استیل آذین که دومین فصل حضور خود را در لیگ برتر تجربه می‌کرد با صرف هزینه بالا بازیکنان سرشناس لیگ ایران را به خدمت گرفت، اما عملکرد مصطفی آجرلو؛ مدیر عامل این تیم، از سوی کریمی مورد انتقاد قرار گرفت. کریمی در مصاحبه‌ای اعلام کرد: «بازیکن خوب گرفتن ملاک مدیریت خوب نیست». پس از انجام این مصاحبه؛ کریمی به اتهام روزه خواری، از سوی آجرلو از این تیم اخراج شد. اخراج کریمی حمایت هیئت مدیره این تیم را به دنبال داشت، اما حسین هدایتی مالک باشگاه استیل آذین مخالفت خود را با اخراج این بازیکن اعلام کرد. بدین ترتیب کریمی پس از گذراندن محرومیت از سوی کمیته انضباطی باشگاه استیل‌آذین به این تیم بازگشت.
کریمی که با گذشت بیست هفته از لیگ ایران در ۱۲ مسابقه برای این تیم به میدان رفته بود؛ پس از دعوت باشگاه الاهلی امارات برای مسابقه دوستانه با آ.ث. میلان ایتالیا به امارات سفر کرد، اما بعد از بازگشت به ایران بار دیگر از سوی مسئولان استیل آذین کنار گذاشته شد. کریمی پس از اخراج از استیل آذین با عقد قراردادی ۵ ماهه به تیم شالکه آلمان در بوندس‌لیگا پیوست.
در ۱۲ مسابقه که کریمی برای استیل‌آذین به میدان رفت این تیم ۱۳ امتیاز کسب کرد و در ۲۲ مسابقه بدون حضور این بازیکن ۱۵ امتیاز به‌دست‌آورد.‏ استیل‌آذین که در طول فصل؛ چهار تغییر در کادر مدیریتی باشگاه و پنج تغییر در کادر فنی انجام داده بود، در پایان دهمین دوره لیگ برتر به لیگ دسته یک سقوط کرد.

### شالکه ۰۴
کریمی در بهمن ۱۳۸۹ و در فرصت نقل‌وانتقالات زمستانی فصل ۱۱–۲۰۱۰، به درخواست فلیکس ماگات مربی وقت شالکه که پیش‌تر در بایرن مونیخ مربی او بود، با عقد قراردادی ۵ ماهه با گذشت ۲۰ هفته از بوندس‌لیگا، در سن ۳۲ سالگی به شالکه ۰۴ پیوست.
کریمی در اکثر مدت حضورش در شالکه نیمکت‌نشین بود و تنها ۲ بازی برای شالکه انجام داد. اولین بازی کریمی برای شالکه، در بازی تیمش برابر اینترمیلان در یک‌چهارم‌نهایی لیگ قهرمانان اروپا بود. در این بازی که شالکه ۲–۵ جلو بود، رالف رانگنیک در دقیقه ۸۷ کریمی را به جای رائول گونزالس به زمین فرستاد که این نتیجه تا پایان حفظ شد. او بار دیگر به عنوان بازیکن تعویضی مقابل کایزرسلاترن از دقیقه ۶۸ وارد زمین شد و با پیراهن شماره ۱۰ این تیم در بوندس‌لیگا به میدان رفت. شالکه که پیش از پیوستن کریمی به این تیم به مرحله نیمه‌نهایی جام حذفی صعود کرده بود، به مقام قهرمانی این رقابت‌ها دست یافت. این در حالی بود که کریمی در این جام برای شالکه به میدان نرفت.

### حضور مجدد در پرسپولیس

#### فصل ۹۱–۱۳۹۰

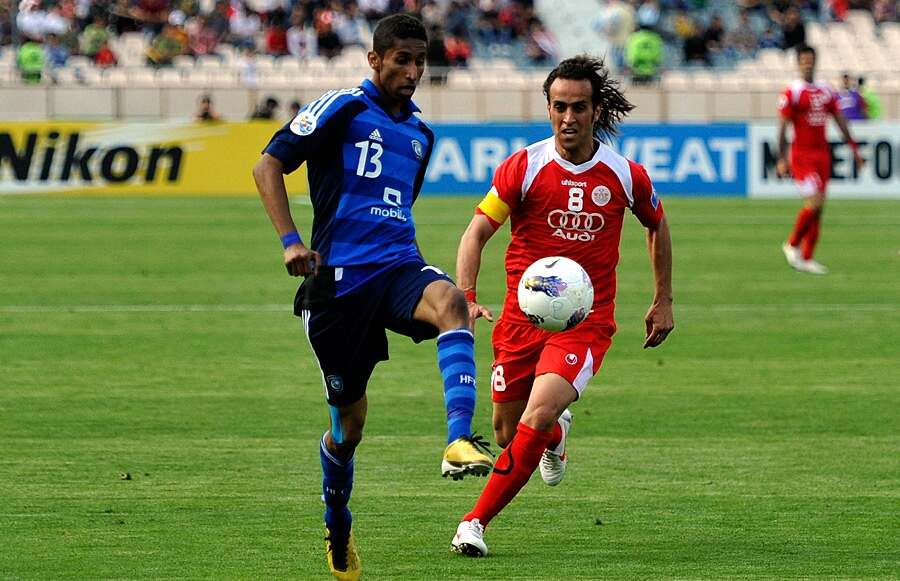
علی کریمی در مسابقات لیگ قهرمانان آسیا ۲۰۱۲ / عملکرد کریمی در تیم ملی و لیگ قهرمانان آسیا موجب شد تا در پایان سال ۲۰۱۲ به عنوان دومین بازیکن برتر آسیا انتخاب شود.

کریمی در خرداد ۱۳۹۰ و در زمان مدیریت حبیب کاشانی با عقد قراردادی یک ساله به پرسپولیس بازگشت. او دو پیشنهاد نیز از تیم‌های لیگ امارات دریافت کرد که در نهایت به آن‌ها پاسخ منفی داد.
کریمی که سومین بازگشت خود را به تیم سابقش تجربه می‌کرد، پس از ۷۹۶ روز بار دیگر برای پرسپولیس در بازی با ملوان بندر انزلی در هفته نخست لیگ برتر به میدان رفت.
کریمی در مجموع؛ ۲۸ بار برای پرسپولیس در لیگ برتر به میدان رفت و با زدن ۱۲ گل، عنوان گلزن‌ترین هافبک یازدهمین دوره لیگ برتر فوتبال ایران را به خود اختصاص داد. او همچنین با ارسال ۸ پاس گل و گرفتن ۲ پنالتی، در امتیازات به‌دست آمده پرسپولیس در لیگ برتر اثرگذار بود.
او در نخستین بازی پرسپولیس در لیگ قهرمانان آسیا در مقابل الهلال عربستان هشتمین گل آسیایی خود را برای این تیم به ثمر رساند. با گلزنی در مقابل الشباب امارات و الغرافه قطر، کریمی تعداد گل‌های آسیایی خود را برای پرسپولیس به عدد ۱۰ رساند و پس از فرشاد پیوس به عنوان دومین گلزن برتر تاریخ پرسپولیس در رقابت‌های آسیایی مطرح شد.
عملکرد کریمی در تیم ملی و لیگ قهرمانان آسیا موجب شد تا در پایان سال ۲۰۱۲ به عنوان دومین بازیکن برتر آسیا انتخاب شود.

#### فصل ۹۲–۱۳۹۱

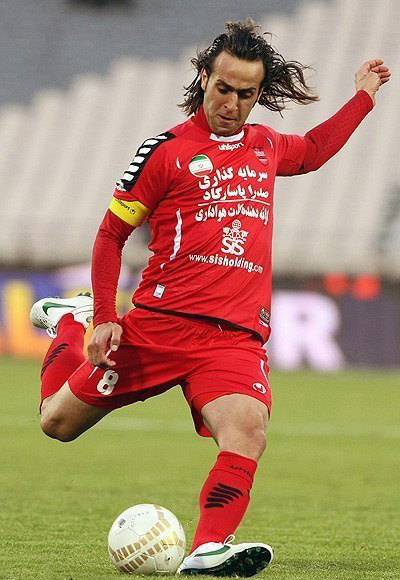
علی کریمی در مجموع «۱۴۱» بازی برای پرسپولیس در مسابقات رسمی مختلف، «۷۰» بار بازوبند کاپیتانی این تیم را بر بازو بست

کریمی در تیر ۱۳۹۱ علی‌رغم پیشنهاداتی از لیگ آمریکا سپاهان اصفهان و عجمان امارات (پیشنهاد یک میلیون دلاری)، قرارداد خود را برای یک فصل دیگر با پرسپولیس تمدید کرد.
با انتصاب مانوئل ژوزه به عنوان سرمربی پرسپولیس و کسب نتایج این مربی در شروع لیگ، کریمی همراه با چند بازیکن پرسپولیس، عملکرد ژوزه را مورد انتقاد قرار دادند.‏ ژوزه در واکنش به انتقادات؛ کریمی را از تیم کنار گذاشت و محمد رویانیان (مدیرعامل وقت پرسپولیس) نیز در حمایت از تصمیم سرمربی پرسپولیس، کنار گذاشته شدن کریمی از پرسپولیس را تأیید کرد. پس از این حکم؛ کریمی در مصاحبه‌ای خطاب به رویانیان اعلام کرد: «امیدوارم اگر انسان چیزی نداشته باشد فقط مرد باشد»، چرا که بازیکنان دیگر هم همانند وی نسبت به عملکرد ژوزه معترض بوده‌اند ولی تنها او از تیم کنار گذشته شده است.

در آذر ۱۳۹۱ سیدجلال حسینی، مهرداد پولادی، غلام‌رضا رضایی و شهاب گردان پس از مصاحبه علیه ژوزه به کسر ۱۰٪ قرارداد از سوی کمیته انضباطی باشگاه پرسپولیس محکوم شدند.

با گذشت نزدیک به دو ماه، محمدحسین نژادفلاح عضو هیئت مدیره باشگاه پرسپولیس، از برگزاری نشست مشترک میان ژوزه و کریمی و بازگشت این بازیکن به پرسپولیس خبر داد. اما در بازی دوستانه تیم ملی در مقابل تاجیکستان کریمی مصدوم شد و بازی‌های پرسپولیس را تا پایان نیم فصل از دست داد.
با آغاز نیم‌فصل دوم در دی ۱۳۹۱؛ کریمی پس از ۹ هفته غیبت در مسابقات لیگ برتر، در مقابل صنعت نفت آبادان به میدان رفت. در این بازی که صدمین حضور کریمی در مسابقات لیگ (مجموع لیگ آزادگان و لیگ برتر) برای پرسپولیس به‌شمار می‌رفت او موفق به گل‌زنی شد. پس از بازی در مقابل فجر سپاسی در هفته نوزدهم و بازی با صبا در هفته بیست‌ویکم، کریمی بار دیگر دچار مصدومیت شد.
در ۱۱ فروردین ۱۳۹۱ کریمی بعد از ۹ هفته غیبت، در هفته ۳۱ مسابقات لیگ برتر در مقابل پیکان به میدان رفت. او پس از این مسابقه علی‌رغم توصیه پزشکان در مرحله نیمه‌نهایی جام حذفی در مقابل داماش گیلان حضور یافت، اما در این مسابقه باز هم دچار مصدومیت شد و تا پایان لیگ برتر برای پرسپولیس به میدان نرفت.
کریمی که به علت اختلاف با ژوزه، و مصدومیت‌های متوالی در طول فصل؛ ۱۲ بار در مسابقات لیگ برتر برای پرسپولیس به میدان رفته بود،‏ پس از پشت سر گذاشتن آخرین مصدومیت، در فینال جام حذفی در مقابل سپاهان اصفهان به میدان رفت. کریمی پس از پایان این مسابقه و شکست پرسپولیس در فینال جام حذفی در مصاحبه‌ای اعلام کرد: «از فوتبال خداحافظی خواهد کرد تا دایه‌های مهربان تر از مادر فوتبال را بگردانند».
پس از مدتی علی کریمی از بازگشت به فوتبال خبر داد و اعلام کرد خداحافظی‌اش در بازی با سپاهان احساسی بوده است.

### تراکتورسازی

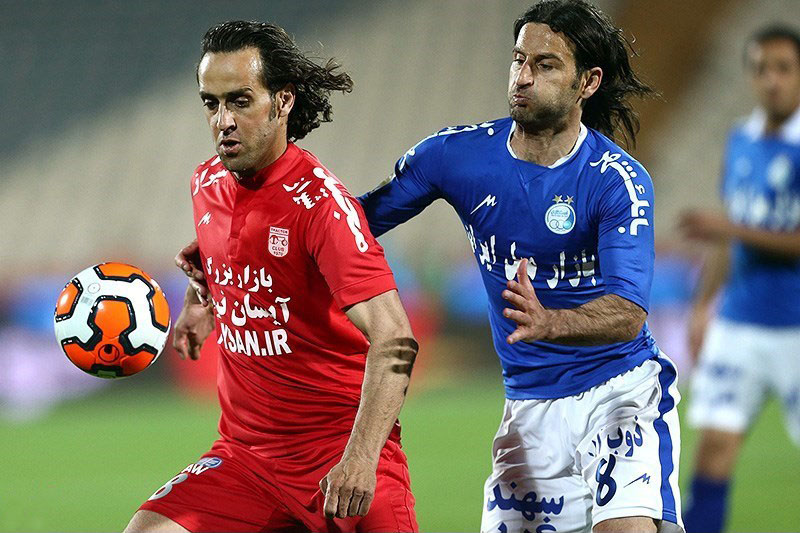
آخرین بازی علی کریمی در لیگ برتر ایران / تراکتورسازی۳–استقلال۱ / ۲۲ فروردین ۱۳۹۳

علی کریمی در خرداد ۱۳۹۲ به دلیل عدم تمایل مدیرعامل وقت (سردار رویانیان) و سرمربی باشگاه پرسپولیس (علی دایی) برای تمدید قرارداد با وی، این باشگاه را ترک کرد و به تراکتورسازی تبریز پیوست.
او با گذشت سه هفته از مسابقات لیگ، نخستین گل خود را در مقابل ذوب‌آهن اصفهان برای تراکتورسازی به ثمر رساند. در هفته پایانی لیگ، تراکتورسازی موفق شد با نتیجه ۳–۱ استقلال را شکست دهد. در این مسابقه که آخرین حضور کریمی در مسابقات لیگ برتر فوتبال ایران به‌شمار می‌رفت او یک پاس گل برای هم‌تیمی‌هایش ارسال کرد.
کریمی در مجموع با ارسال ۳ پاس گل و گرفتن ۲ پنالتی به‌عنوان بهترین پاسور تراکتورسازی در مسابقات لیگ شناخته شد.
او در مجموع ۲۴ بار برای تراکتورسازی در لیگ برتر به میدان رفت که در این مسابقات ۵ گل به ثمر رساند و پس از کریم انصاری‌فرد به‌عنوان دومین گلزن برتر تراکتور در مسابقات لیگ برتر شناخته شد.
کریمی در بهمن ۱۳۹۲ همراه با تراکتورسازی به مقام قهرمانی جام حذفی دست پیدا کرد. او در چهار مسابقه جام حذفی برای این تیم به میدان رفت، که در بازی نیمه نهایی با فولاد خوزستان با ارسال پاس گل، پایه‌گذار تک گل پیروزی بخش تراکتورسازی بود. کریمی در فروردین ۱۳۹۳ آخرین بازی دوران حضورش در فوتبال مقابل الاتحاد عربستان را انجام داد و در ۲۹ تیر ۱۳۹۳ از فوتبال خداحافظی کرد.

## دوران ملی

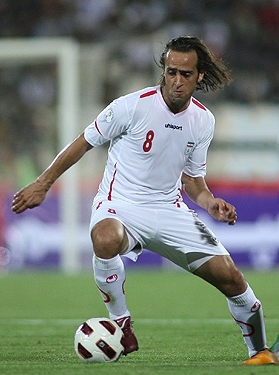
علی کریمی در «۱۲۷» بازی؛ برای تیم ملی به میدان رفت، و «۳۸» گل به ثمر رساند

علی کریمی از سال ۱۳۷۷ سابقه حضور در تیم ملی فوتبال ایران را دارد. او در دوران ملی خود حضور پیوسته‌ای داشته و در ۱۲۷ بازی ملی، ۳۸ گل به ثمر رسانده است.

### تست برای حضور در جام جهانی ۱۹۹۸
علی کریمی در اردیبهشت ۱۳۷۷، همراه با حسین شمس مربی خود در باشگاه فتح راهی اردوی آماده‌سازی تیم ملی برای جام جهانی در بروجرد شد تا برای حضور در تیم ملی تست دهد، اما ایویچ بدون اینکه تستی از او بگیرد اعلام کرد به این شکل بازیکن نمی‌گیرد.

### سال‌های نخست (۱۳۷۹–۱۳۷۷)
دعوت به تیم ملی
کریمی پس از گلزنی برای پرسپولیس مقابل سایپا در هفته چهارم لیگ ۷۸–۱۳۷۷، در تاریخ ۱۱ مهر ۱۳۷۷ برای نخستین بار توسط منصور پورحیدری به تیم ملی فوتبال ایران دعوت شد. این بازی چهارمین بازی کریمی برای پرسپولیس –همچنین چهارمین بازی او در بالاترین سطح لیگ ایران– بود.
کریمی در ۲۱ مهر ۱۳۷۷ (۱۳ اکتبر ۱۹۹۸) و در حالی که ۱۹ سال و ۱۱ ماه و ۵ روز سن داشت، نخستین بازی ملی خود را در یک بازی دوستانه مقابل تیم ملی کویت انجام داد، که ایران در این مسابقه با نتیجه ۳–۰ مغلوب میزبان شد.
بازی‌های آسیایی ۱۹۹۸
کریمی در بازی‌های آسیایی ۱۹۹۸ بانکوک در فهرست بازیکنان تیم ملی ایران قرار گرفت. او نخستین گل ملی خود را در ۲۸ آذر ۱۳۷۷ (نهمین بازی ملی خود)، در دقیقه ۷ بازی فینال برابر کویت به ثمر رساند. با گل دقیقه ۲۶ کریم باقری و حفظ این دو گل تا پایان، ایران ۲–۰ پیروز شد و کریمی همراه با تیم ملی قهرمان این رقابت‌ها شد.
تیم ملی امید و محرومیت
کریمی هم‌زمان با تیم بزرگسالان در تیم ملی امید ایران هم عضویت داشت. او به دعوت اگون کوردس مربی وقت تیم ملی امید در بهمن ۱۳۷۷ در تورنومنت دانهیل ویتنام همراه تیم بود و در ۹ بهمن در بازی با تیم امید روسیه برای نخستین بار بازوبند کاپیتانی را به بازو بست. در ۱۳ بهمن، در شرایطی که ایران در سومین بازی این مسابقات مقابل ویتنام با ۲ گل عقب بود وارد زمین شد. پس از تعویض کریمی، داور مسابقه تورو کامیکاوا، علی انصاریان مدافع ایران را از بازی اخراج کرد. اخراج علی انصاریان مورد اعتراض بازیکنان ایرانی قرار گرفت و کریمی در این میان داور را هل داد. در ۲۲ بهمن، کنفدراسیون فوتبال آسیا طی حکمی کریمی را به مدت یک سال از حضور در تمامی مسابقات فوتبال محروم کرد.‏ کریمی در ۳ بازی که در این جام انجام داد، ۲ بار گل‌زنی کرد. محرومیت کریمی باعث شد او نتواند در بازی‌های انتخابی المپیک ۲۰۰۰ سیدنی برای تیم امید به میدان برود.
بازگشت پس از محرومیت و جام ملت‌های آسیا ۲۰۰۰
کریمی پس از پایان دوره محرومیتش بار دیگر برای تیم ملی فوتبال ایران به میدان رفت. در اسفند ۱۳۷۸ جلال طالبی سرمربی تیم ملی، کریمی را برای بازی‌های انتخابی جام ملت‌های آسیا ۲۰۰۰ به اردوی تیم دعوت کرد. او در اولین دوره مسابقات قهرمانی فوتبال غرب آسیا که در خرداد ۱۳۷۹ برگزار شد، ۴ گل به ثمر رساند و به همراه تیم ملی قهرمان این رقابت‌ها شد. کریمی همچنین به عنوان بهترین بازیکن این مسابقات شناخته شد.
ای‌اف‌سی کریمی را در ژوئن ۲۰۰۰ به عنوان بازیکن ماه فوتبال آسیا انتخاب کرد. در مهر ۱۳۷۹، طالبی نام کریمی را در فهرست نهایی ۲۳ بازیکن ایران در جام ملت‌های آسیا ۲۰۰۰ قرار داد.
کریمی اولین بار در رقابت‌های جام ملت‌های آسیا ۲۰۰۰ در بازی با لبنان برای تیم ملی ایران به میدان رفت. تیم ایران پس از صدرنشینی در گروه اول، در مرحله یک‌چهارم‌نهایی مغلوب کره جنوبی شد و از صعود به مرحله بعدی این رقابت‌ها بازماند. این مسابقه چهارمین بازی کریمی در جام ملت‌های آسیا به‌شمار می‌رفت.

### دوران مربی‌گری بلاژویچ و ایوانکویچ (۱۳۸۵–۱۳۸۰)
انتخابی جام جهانی ۲۰۰۲

در گزارش وب‌سایت فیفا؛ از علی کریمی در رقابت‌های انتخابی جام جهانی ۲۰۰۲ با عنوان «جادوگر» یاد شده است.

گزارش فیفا از بازگشت کریمی به تیم ملی

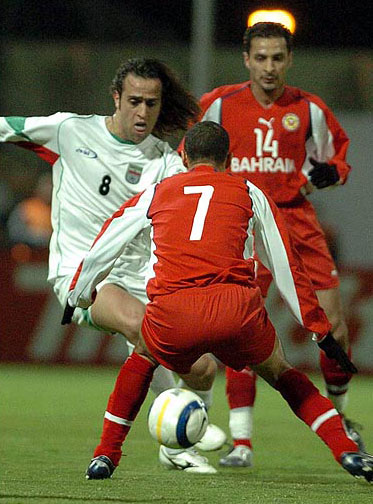
علی کریمی در مقابل مدافعین بحرین / انتخابی جام جهانی ۲۰۰۶

با آغاز دور نخست رقابت‌های انتخابی جام جهانی ۲۰۰۲؛ تیم ملی ایران با تیم‌های گوآم، تاجیکستان و میانمار (انصراف از بازی‌ها) هم‌گروه شد. در این بازی‌ها که به صورت متمرکز و تک بازی در تبریز برگزار شد، تیم ملی ایران در اولین گام با نتیجه ۰–۱۹ گوام را شکست داد. در این مسابقه علی کریمی ۴ گل به ثمر رساند تا پس از کریم باقری بیشترین سهم را در پرگل‌ترین بازی تاریخ فوتبال ایران داشته باشد.
با پیروزی ۰–۲ در مقابل تاجیکستان و انصراف میانمار از این بازی‌ها، تیم ملی ایران به مرحله نهایی رقابت‌های انتخابی جام جهانی ۲۰۰۲ راه یافت و با تیم‌های عربستان، عراق، بحرین و تایلند هم‌گروه شد. در دور نخست این رقابت‌ها آدمار براگا هدایت تیم ملی ایران را بر عهده داشت.
کریمی در دو بازی رفت و برگشت مرحله نهایی انتخابی جام جهانی، در مقابل عراق دو گل به ثمر رساند و دو پاس گل نیز برای هم‌تیمی‌هایش فراهم کرد. گلزنی او و علی دایی در بازی رفت موجب شد ایران پس از ۳۸ سال در خاک عراق به پیروزی برسد.
در بازی برگشت نیز که با نتیجه مشابه ۲–۱ به سود ایران در ورزشگاه آزادی تهران به پایان رسید کریمی یک گل زد و یک پاس گل ارسال کرد.
او همچنین در دیگر مسابقه گروهی این مرحله در بازی با تایلند، با ارسال پاس گل پایه‌گذار تک گل پیروزی بخش ایران بود.
با شکست ۱–۳ ایران در آخرین بازی مرحله گروهی در مقابل بحرین و با توجه به میزبانی ژاپن و کره جنوبی در جام جهانی ۲۰۰۲، ایران به عنوان تیم دوم گروه خود، در مرحله پلی-آف پس از شکست دادن امارات به مصاف ایرلند رفت.
در بازی رفت کریمی در یک صحنه تک به تک مغلوب شی گیون دروازه‌بان این تیم شد. اگر چه ایران در بازی برگشت با یک گل ایرلند را شکست داد (خطایی که در دقایق پایانی بازیکن ایرلند بر روی کریمی انجام داد که در نهایت منجر به گل ایران شد) اما به دلیل باخت ۲–۰ در بازی اول مقابل این تیم، از صعود به جام جهانی ۲۰۰۲ بازماند.
کریمی که به همراه تیم ملی جواز حضور در جام جهانی را پیدا نکرده بود، از سوی کنفدراسیون فوتبال آسیا به عنوان یکی از ۵ نامزد کسب عنوان بازیکن سال آسیا-۲۰۰۱ معرفی شد.
جام آسیا- اقیانوسیه ۲۰۰۳
کریمی پس از ناکامی در صعود به جام جهانی به همراه تیم ملی، برای اولین بار با هدایت برانکو ایوانکویچ در مقابل تیم ملی اسلواکی به میدان رفت. اسلواکی که برای دیدار برگشت و جواب بازی دوستانه شش ماه قبل به تهران آمده بود، با نتیجه ۳–۲ ایران را شکست داد که کریمی زننده هر دو گل تیم ملی ایران بود. کریمی در بازی رفت که در براتیسلاوا پایتخت اسلواکی برگزار شد؛ هت‌تریک کرد، تا تیم ملی ایران برای اولین بار در خاک یک کشور اروپایی به برتری برسد. در این دیدار که با نتیجه ۴–۳ به سود ایران به پایان رسید میروسلاو بلاژویچ هدایت تیم ملی را بر عهده داشت.
کریمی در جام آسیا- اقیانوسیه در سال ۲۰۰۳ که با نیوزلند برگزار شد ۲ بار گلزنی کرد تا در پیروزی ۳–۰ تیم ملی مقابل نیوزیلند که منجر به قهرمانی ایران در این جام شد نقش مؤثری داشته باشد. او در پایان به عنوان بهترین بازیکن این جام نیز معرفی شد.
جام ملت‌های آسیا ۲۰۰۴

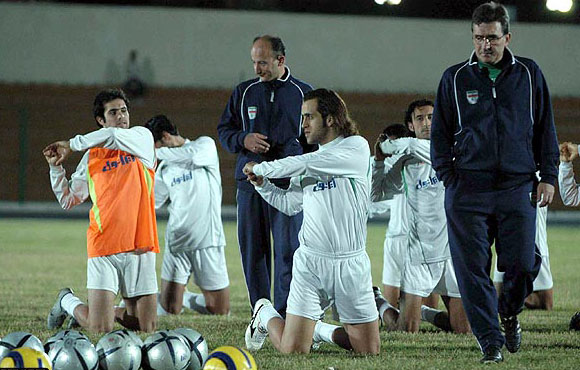
علی کریمی و برانکو ایوانکوویچ / تمرین تیم ملی

آبان ماه ۱۳۸۲؛ در مسابقات انتخابی جام ملت‌های آسیا ۲۰۰۴ تیم ملی ایران در پیونگ‌یانگ به مصاف کره شمالی رفت. در این مسابقه که با نتیجه ۳–۱ به سود تیم ملی ایران به پایان رسید، کریمی دو گل به ثمر رساند. این نخستین باری بود که تیم ملی ایران موفق شد کره شمالی را در خاک خودش شکست دهد.
با آغاز رقابت‌های جام ملت‌های آسیا ۲۰۰۴، تیم ملی ایران در نخستین گام به مصاف تایلند رفت. در این مسابقه که با نتیجه ۳–۰ به سود ایران به پایان رسید، کریمی یک پنالتی گرفت و یک پاس گل نیز برای رضا عنایتی فراهم کرد. در دومین بازی مرحله گروهی و در حالی‌که عمان با دو گل پیش افتاده بود، کریمی و نصرتی گل‌های ایران را به ثمر رساندند تا بازی با تساوی ۲–۲ به پایان برسد.
در این مسابقات ایران پس از ژاپن و چین سوم شد و هت تریک کریمی در بازی با کره جنوبی در مرحله یک‌چهارم‌نهایی نقش مهمی در این موفقیت ایران داشت. کریمی در دیدار رده‌بندی نیز در مقابل بحرین یک گل زد و یک پنالتی گرفت و برای سومین بار به عنوان بهترین بازیکن زمین در جام ملت‌های آسیا ۲۰۰۴ انتخاب شد. او پیش از این نیز در بازی مرحله گروهی در مقابل ژاپن و بازی یک‌چهارم‌نهایی در مقابل کره جنوبی، به عنوان بهترین بازیکن زمین انتخاب شده بود.
با پایان رقابت‌های جام ملت‌های آسیا ۲۰۰۴، کریمی با زدن ۵ گل (مشترکاً با علاء حبیل از بحرین) به عنوان آقای گل سیزدهمین دوره جام ملت‌های آسیا معرفی شد و در تیم منتخب جام ملت‌های آسیا ۲۰۰۴ نیز قرار گرفت.
تیم ملی ایران پس از کسب عنوان سومی جام ملت‌های آسیا، در شهریور ۱۳۸۳ به مصاف آ. اس. رم ایتالیا رفت. در این دیدار دوستانه که تیم ملی با نتیجه ۵–۳ بازی را به میزبان واگذار کرد، کریمی یکی ار بهترین بازی‌هایش را به نمایش گذاشت. پس از مدتی مدیر برنامه‌های کریمی اعلام کرد تیم‌های یوونتوس و آ. اس. رم به صورت تلفنی با او صحبت کرده‌اند اما او مذاکره را به پایان قرارداد کریمی با الاهلی، موکول کرده است.
در مهرماه ۱۳۸۳ پس از شکست ۲–۱ تیم ملی ایران در بازی دوستانه مقابل آلمان، مجله کیکر، از کریمی با عنوان «مارادونا آسیا» یاد کرد و بهترین نمره خود را پس از ینس لمان (دروازه‌بان آلمان) به کریمی اختصاص داد. بنابر گزارش کیکر؛ کریمی پس از بازی دوستانه ایران و آلمان در سال ۲۰۰۴، در فهرست خرید بایرن مونیخ قرار گرفت، و بعد از گذشت چند ماه به این تیم پیوست.

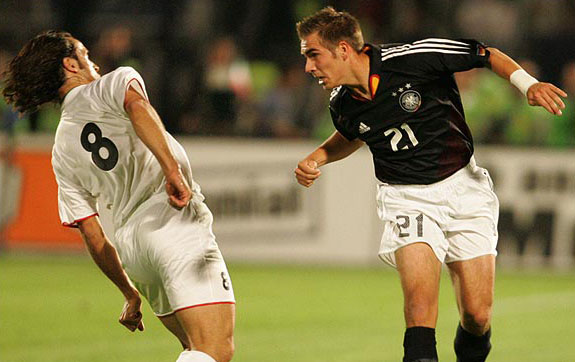
علی کریمی و فیلیپ لام ۲۰۰۴ / کریمی در بازی دوستانه ایران و آلمان؛ پس از ینس لمن (دروازه‌بان آلمان)، از سوی مجله کیکر بهترین نمره را دریافت کرد

کریمی در سال ۲۰۰۴ به عنوان بهترین بازیکن فوتبال سال آسیا شناخته شد و قهرمانی بازی‌های غرب آسیا را نیز به همراه تیم ملی کسب کرد.‏ در پایان سال ۲۰۰۴ نیز وب‌سایت فیفا در گزارشی تیم ملی ۲۰۰۴ ایران را پر امتیازترین تیم تاریخ فوتبال ایران معرفی کرد.
جام جهانی ۲۰۰۶

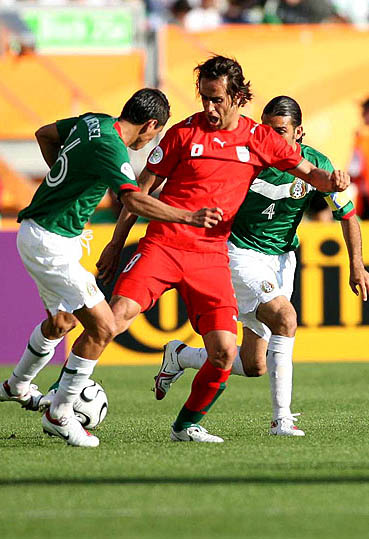
مصاف علی کریمی با رافائل مارکز و ماریو مندز / جام جهانی ۲۰۰۶

تیم ملی ایران در سال ۲۰۰۵؛ پس از کسب رتبه ۱۵ رنکینگ فیفا (بهترین رنکینگ تاریخ فوتبال ایران)
در پایان مسابقات مقدماتی گروهی آسیا، به جام جهانی ۲۰۰۶ صعود کرد.
کریمی که پیش از آغاز رقابت‌های جام جهانی از سوی وب سایت فیفا؛ در فهرست نظرسنجی نامزدهای احتمالی تصاحب کفش طلا در کنار رونالدینیو، زین‌الدین زیدان، کریستیانو رونالدو، رونالدو (برزیلی)، روبینیو و لوئیس فیگو قرار گرفته بود، در جام جهانی نتوانست در اندازه‌های واقعی خود ظاهر شود.
او که پیش‌تر در گفتگو با وب‌سایت فیفا از غیرقابل پیش‌بینی بودن جام جهانی سخن گفته بود؛ به فاصله چهار ماه قبل از شروع این مسابقات، با مصدومیت در بوندس‌لیگا رو به رو شد. کریمی علی‌رغم مصدومیت؛
پس از سه ماه دوری از میدان‌ها در دیدار دوستانه با کرواسی (به فاصله چهارده روز تا نخستین بازی ایران در جام جهانی) یک‌نیمه برای ایران به میدان رفت و یک گل به ثمر رساند. با گلزنی در این مسابقه؛ کریمی با ۸ گل زده، رکورددار گلزنی تاریخ فوتبال ایران در مقابل تیم‌های اروپایی شد.
تیم ملی ایران در حالی عازم رقابت‌های جام جهانی شد، که رسانه‌ها از اختلاف میان دایی و کریمی در تیم ملی خبر داده بودند. کریمی علی‌رغم مصدومیت، در جام جهانی مقابل مکزیک از ابتدا به میدان رفت اما در دقیقه ۶۳ نیمه دوم در حالی‌که بازی با تساوی ۱–۱ دنبال می‌شد، توسط برانکو ایوانکویچ تعویض شد.
کریمی در بازی دوم مقابل پرتغال نیز جای خود را به فریدون زندی داد و به نشانه اعتراض ضربه‌ای به ساک پزشک تیم ملی وارد کرد. او در بازی سوم با آنگولا فرصت حضور در میدان را پیدا نکرد. کریمی پس از بازی با آنگولا در مصاحبه‌ای اعلام کرد: «افراد دیگری برای برانکو تصمیم‌گیری کرده‌اند.»

### دوران مربی‌گری قلعه‌نویی، دایی و قطبی (۱۳۸۹–۱۳۸۶)
جام ملت‌های آسیا ۲۰۰۷

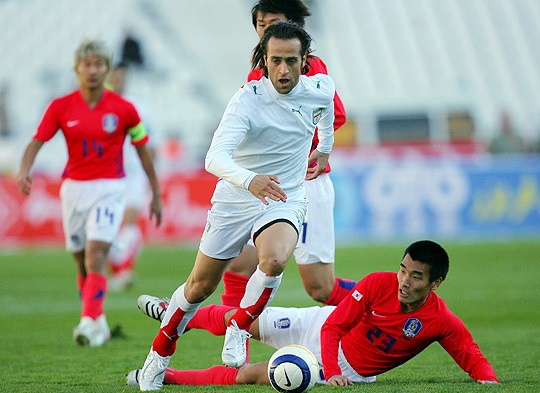
ایران ۲ – کره جنوبی ۰
انتخابی جام ملت‌های آسیا ۲۰۰۷ ۲۴ آبان ۱۳۸۵

کریمی در مسابقات گروهی انتخابی جام ملت‌های آسیا ۲۰۰۷، در چهار مسابقه برای تیم ملی فوتبال ایران به میدان رفت. او در بازی با تایوان که با نتیجه ۲–۰ به سود ایران به پایان رسید زننده هر دو گل مسابقه بود.
علی کریمی در نخستین بازی جام ملت‌های آسیا ۲۰۰۷ در مقابل ازبکستان برای صدمین بار پیراهن تیم ملی فوتبال ایران را بر تن کرد. تیم ملی ایران پس از برتری در مقابل ازبکستان و تساوی در مقابل چین، در سومین بازی مرحله گروهی به مصاف مالزی رفت. در این مسابقه که با نتیجه ۲–۰ به سود ایران به پایان رسید کریمی موفق به گرفتن یک ضربه پنالتی شد. پس از صدرنشینی در گروه سوم، تیم ملی ایران در مرحله یک‌چهارم‌نهایی جام ملت‌های آسیا ۲۰۰۷ در ضربات پنالتی مغلوب کره جنوبی شد و از صعود به مرحله بعدی این رقابت‌ها بازماند.
محرومیت و انتخابی جام جهانی ۲۰۱۰
علی کریمی در سال ۲۰۰۸ و درحالی‌که ۱۰۸ بازی ملی در کارنامه داشت پس از انتقاد از فدراسیون فوتبال ایران از حضور در تیم ملی محروم شد. پس از محرومیت کریمی، علی کفاشیان رئیس فدراسیون فوتبال ایران اعلام کرد، با هماهنگی با دایی (سرمربی وقت تیم ملی)، این حکم اجرایی شده است. پس از مدتی محرومیت کریمی بخشیده شد، اما او از سوی علی دایی به تیم ملی ایران دعوت نشد.
کریمی که خرداد ۱۳۸۷ (خبر محرومیت کریمی در خرداد توسط کفاشیان تأیید شد) از تیم ملی کنار گذاشته شده بود، پس از پایان دادن به دوران حضور خود در فوتبال قطر، در شهریور ۱۳۸۷ به پرسپولیس بازگشت. او در پنج بازی نخست خود برای پرسپولیس در لیگ برتر ۵ بار گلزنی کرد. دایی پس از عملکرد کریمی در لیگ برتر او را به تیم ملی دعوت کرد اما این بار علی کریمی بود که دعوت دایی را نپذیرفت. دایی نیز در واکنش به خداحافظی کریمی اعلام کرد: «تا زمانی که سرمربی تیم ملی باشد کریمی را به تیم ملی دعوت نخواهد کرد.»
در اسفند ۱۳۸۷ و پیش از بازی با عربستان در رقابت‌های انتخابی جام جهانی ۲۰۱۰؛ خبری مبنی بر آشتی دایی و کریمی توسط دوستان مشترک، از سوی رسانه‌های ایران اعلام شد. چند روز بعد علی کریمی برای بازگشت به تیم ملی اعلام آمادگی کرد،‏ اما بار دیگر توسط دایی به تیم ملی دعوت نشد.
در هشتم فروردین ۱۳۸۸ تیم ملی ایران تحت رهبری علی دایی مغلوب عربستان شد و با کسب ۶ امتیاز از ۵ مسابقه در رتبه چهارم جدول گروه دوم، در مسابقات انتخابی جام جهانی ۲۰۱۰ قرار گرفت. علی دایی که بین دو نیمه مسابقه در واکنش به تشویق کریمی از سوی حاضران در ورزشگاه؛ تماشاگران را به سکوت دعوت کرده بود، در پایان مسابقه با بازیکنان عربستان به رختکن رفت و یک روز بعد از سرمربی‌گری تیم ملی ایران برکنار شد.
با برکناری دایی و روی کار آمدن افشین قطبی، علی کریمی به تیم ملی دعوت شد. کریمی در بازگشت به تیم ملی در سه مسابقه باقی‌مانده انتخابی جام جهانی ۲۰۱۰؛ در مقابل تیم‌های کره‌شمالی، امارات و کره جنوبی به میدان رفت که در بازی با امارات زننده تک گل پیروزی بخش ایران بود.

با گلزنی کریمی در مقابل امارات، تیم ملی ایران اولین تیم آسیایی لقب گرفت که به رکورد ۲۰۰ گل زده در رقابت‌های انتخابی جام جهانی دست یافته است.

گزارش فیفا از بازی ایران و امارات
 تیم ملی ایران پس از تساوی ۱–۱ با کره جنوبی با کسب ۵ امتیاز در این سه مسابقه و مجموع ۱۱ امتیاز از ۸ بازی؛ در رتبه چهارم گروه دوم قرار گرفت و از صعود به جام جهانی ۲۰۱۰ بازماند.
در جریان بازی کره جنوبی؛ کریمی و چند بازیکن دیگر تیم ملی با بستن مچ‌بندهای سبز همبستگی خود را با معترضان به انتخابات ریاست جمهوری نشان دادند.
چند روز پس از این مسابقه کریمی به همراه مهدوی‌کیا، هاشمیان و کعبی از تیم ملی خداحافظی کرد. با کناره‌گیری این بازیکنان از تیم ملی، فیفا خواستار توضیح فدراسیون فوتبال ایران در ارتباط با بستن مچ‌بند سبز و جدایی این بازیکنان از تیم ملی ایران شد.
پس از ناکامی ایران در صعود به جام جهانی ۲۰۱۰، کنفدراسیون فوتبال آسیا با ارئه گزارشی از دلایل عدم حضور ایران در جام جهانی ۲۰۱۰؛ دعوت نشدن کریمی به تیم ملی توسط دایی را دومین عامل ناکامی ایران معرفی کرد و از کریمی به عنوان یکی از غایبان بزرگ فوتبال آسیا در جام جهانی ۲۰۱۰ یاد کرد. در تیر ۱۳۸۸ کریمی به عنوان نماینده آسیا برای بازی در تیم ستارگان جهان در مقابل منتخب آمریکای جنوبی معرفی شد که با لغو این مسابقه، از سفر به لس‌آنجلس خودداری کرد.
کریمی در اسفند ۱۳۸۸ بار دیگر از سوی افشین قطبی به تیم ملی دعوت شد و در بازی مقابل تایلند به عنوان کاپیتان به میدان رفت.

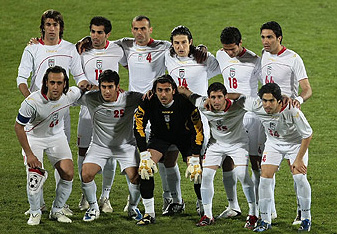
علی کریمی نشسته از چپ (کاپیتان تیم ملی) / ایران ۱ - تایلند ۰ / انتخابی جام ملت‌های آسیا ۲۰۱۱ / اسفند ۱۳۸۸

با برگزاری اردوی تیم ملی در کنار گاوداری و چوب‌بری در اتریش، کریمی به شرایط اردو اعتراض کرد و آن را دور از شان تیم ملی عنوان کرد. چند روز بعد در فهرست اعلام شده از سوی قطبی برای دیدار دوستانه با ارمنستان نامی از کریمی دیده نشد. قطبی تا پایان دوره مربی‌گری خود در تیم ملی نیز، کریمی را دعوت نکرد.

### دوران مربی‌گری کیروش (۱۳۹۳–۱۳۹۰)
انتخابی جام جهانی ۲۰۱۴

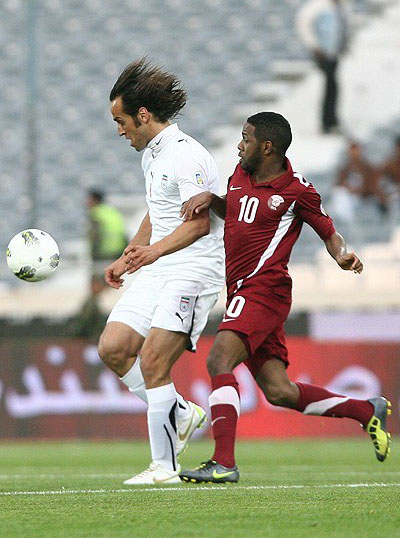
علی کریمی در بازی انتخابی جام جهانی ۲۰۱۴ / ایران ۲ - قطر ۲

کریمی پس از مدتی دوری از تیم ملی، توسط کارلوس کی‌روش به تیم ملی ایران دعوت شد. او در مجموع؛ ۱۵ بار با هدایت کی‌روش در ترکیب تیم ملی قرار گرفت، که از این تعداد در ۸ بازی برای مسابقات انتخابی جام جهانی ۲۰۱۴ برزیل به میدان رفت.
کریمی که با شکست پرسپولیس در فینال جام حذفی در مقابل سپاهان اصفهان اعلام کرده بود از فوتبال باشگاهی و ملی خداحافظی کرده است؛ با گذشت چند روز از تصمیم خود منصرف شد، اما تا پایان دوران بازیگری خود از سوی کی‌روش به تیم ملی دعوت نشد.
کریمی در آخرین بازی خود برای تیم ملی، در ۱۶ آبان ۱۳۹۱ مقابل تاجیکستان به عنوان کاپیتان به میدان رفت. در این بازی که با نتیجه ۶–۱ به سود تیم ملی فوتبال ایران به پایان رسید سه پاس گل ارسال کرد، اما در دقایق پایانی نیمه اول به دلیل مصدومیت تعویض شد.

## سبک بازی و رویکرد حرفه‌ای
شناخته‌شده‌ترین خصیصه فوتبال علی کریمی، مهارت او در دریبل‌زنی است. ورلد ساکر در سال ۲۰۰۳، او را بازیکنی با «حرکات و کار با توپِ هیپنوتیزم‌کننده» توصیف کرده است. مجله کیکر در سال ۲۰۰۴ با یاد کردن از کریمی با عنوان «مارادونا آسیا» در گزارشی می‌نویسد: «او با هر دو پا خوب شوت می‌زند، خیلی سریع تغییر جهت می‌دهد و بازیکنی است که تیم حریف را وادار به سرگیجه می‌کند». بنا بر نوشته فیفا در سال ۲۰۰۹، «دریبل‌های خیره‌کننده» از ویژگی‌های بازی کریمی است و به خاطر همین به «جادوگر» مشهور شده است. در گزارش کنفدراسیون فوتبال آسیا؛ «دریبل‌های جادویی» و «حرکات غیرقابل پیش‌بینی»، از ویژگی‌های بازی علی کریمی ذکر شده است. در ادامه این گزارش که در سال ۲۰۱۷ با عنوان «علی کریمی یکی از نمادهای فوتبال آسیا» منتشر شد، از کریمی به عنوان «مارادونا آسیا» نیز، یاد شده است.
در نظرسنجی که از سوی برنامه تلویزیونی نود در تاریخ ۱۹ دی ۱۳۹۰ انجام شد، کریمی با کسب بیش از ۶۵ درصد آراء (۶۵٫۵ درصد)، به عنوان «تکنیکی‌ترین» بازیکن سه دهه اخیر (بعد از انقلاب) فوتبال ایران انتخاب شد.

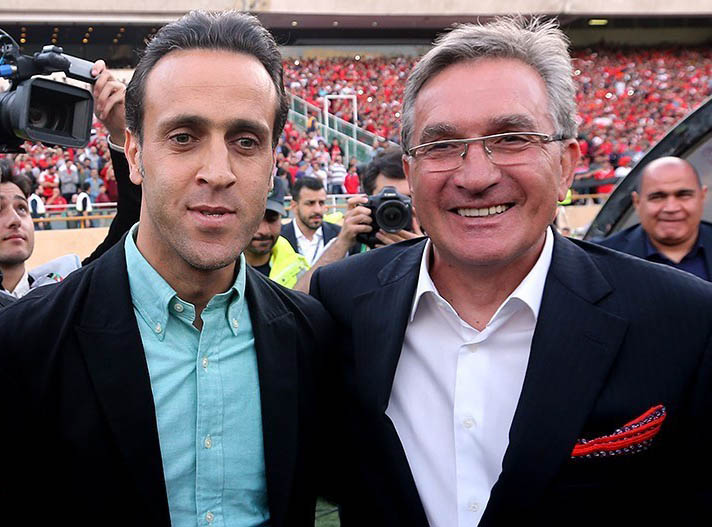
برانکو ایوانکوویچ: «علی کریمی بهترین بازیکن ایرانی بود که با او کار کردم. استعداد کریمی و مسی برابر است».

با وجود اینکه کریمی سابقه بازی در خط دفاعی، خط میانی و خط حمله را دارد، اما بازی‌سازی با خصوصیات تهاجمی است.‏‏ کریمی در پرسپولیس و تیم ملی، نخستین بازی‌های خود را به ترتیب در پست‌های هافبک راست و هافبک چپ انجام داد. در سال‌های آخر دهه ۷۰ که کریمی در پرسپولیس تحت مربیگری علی پروین بازی می‌کرد، پروین به او اختیار کامل می‌داد. پروین اعتقاد داشت که حرکات کریمی در محوطه جریمه برای ایجاد موقعیت یا گرفتن ضربه پنالتی مناسب است.
در زمان مربیگری برانکو ایوانکویچ که تیم ملی ایران معمولاً با آرایش ۱-۳-۲-۴ بازی می‌کرد، کریمی بیشتر در پست هافبک تهاجمی یا نفوذی پشت سر علی دایی و بین مهدی مهدوی‌کیا و وحید هاشمیان بازی می‌کرد و با مهدوی‌کیا و حسین کعبی هماهنگی خوبی داشت. او بهترین پست برای خود را هافبک آزاد پشت مهاجمان می‌داند. مجله فیفا در شماره آوریل ۲۰۰۶، کریمی را یک بازی‌ساز حرفه‌ای توصیف کرده است.
کریمی در سال ۲۰۱۸؛ با کسب ۹۱٪ آراء کاربران سایت کنفدراسیون فوتبال آسیا، به عنوان بهترین هافبک تاریخ جام ملت‌های آسیا شناخته شد.
او همچنین در نظرسنجی برنامه تلویزیونی نود در تاریخ ۷ دی ۱۳۹۴، با کسب بیش از ۷۰ درصد آراء (۷۰٫۷ درصد)، به عنوان بهترین «هافبک هجومی» بعد از انقلاب، در فوتبال ایران انتخاب شد.
«بی‌علاقگی به شرکت در کارهای دفاعی» و «محوشدن از جریان بازی (در هنگام دفاع)» معمولاً از نقاط ضعف بازی کریمی عنوان می‌شود که پس از حضور او در بوندس‌لیگا تا حدی بهبود یافت.
«بی‌انگیزگی برای پیشرفت»، ردکردن پیشنهاد باشگاه‌های اروپایی و ترجیح‌دادن باشگاه‌های عربی به اروپایی از مهم‌ترین انتقاداتی است که به دوران بازیگری کریمی می‌شود. ابوالفضل جلالی (مدیر برنامه‌های کریمی)، علی پروین، علی دایی و میروسلاو بلاژویچ افرادی هستند که معتقدند کریمی توانایی بازی در تیم‌هایی مثل بارسلونا و رئال مادرید را داشته است.

کریمی بازیکنی با قابلیت‌های فنی بالایی است که می‌توانست در بارسلونا یا رئال مادرید بازی کند، اما این بازیکن مشاوران خوبی نداشت.

علی دایی هم‌بازی کریمی در تیم ملی

## مربیگری

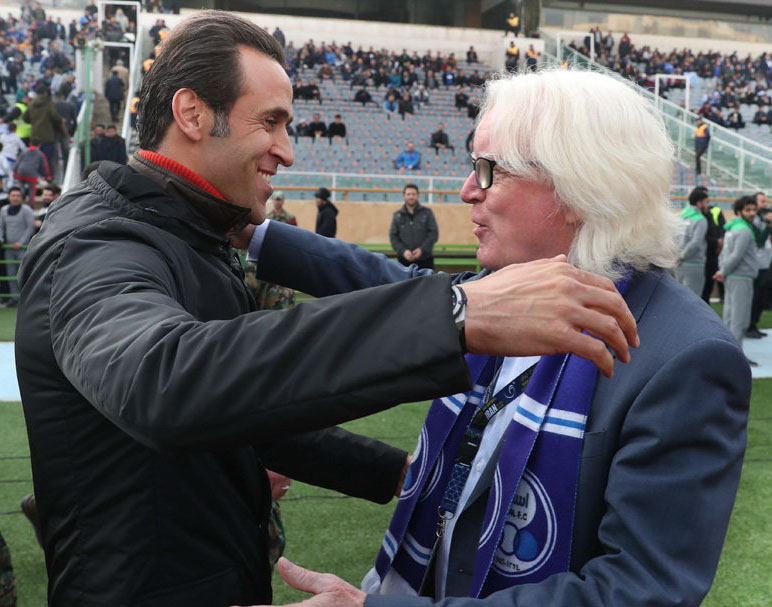
علی کریمی (چپ) و وینفرد شفر / سرمربی‌های سپیدرود و استقلال

علی کریمی پس از گذراندن دوره‌های مربی‌گری درجه C و B آسیا، در بهمن ۱۳۹۷ مدرک مربی‌گری A آسیا را دریافت کرد.

### دستیاری در تیم ملی ایران
کریمی در ۳ مهر ۱۳۹۳ به عنوان دستیار کیروش در تیم ملی ایران معرفی شد. او پس از مدت کوتاهی حضور در تیم ملی به عنوان کمک‌مربی در ۹ دی ۱۳۹۳ ساعاتی پیش از پرواز تیم به استرالیا برای شرکت در جام ملت‌های آسیا ۲۰۱۵ از سمت خود کناره‌گیری کرد.

### نفت تهران
علی کریمی شهریور ۱۳۹۶ (با گذشت پنج هفته از مسابقات لیگ برتر)، به صورت رسمی کار خود را به عنوان سرمربی در تیم نفت تهران آغاز کرد. این تیم با هدایت کریمی، در هفته ششم لیگ برتر مقابل گسترش فولاد تبریز به تساوی بدون گل دست پیدا کرد. پس از شکست مقابل پیکان، کریمی در هفته هشتم لیگ برتر مقابل سپاهان اصفهان؛ اولین برد را در کارنامه مربیگری خود ثبت کرد. (نفت تهران ۱ - سپاهان ۰) پس از این مسابقه، کریمی علی‌رغم قرارداد ۲ ساله با نفت تهران؛ به دلیل اختلاف با مالک باشگاه، از این تیم جدا شد.

### سپیدرود رشت
علی کریمی در دی ماه ۱۳۹۶، با گذشت هفده هفته از مسابقات لیگ برتر به عنوان سرمربی سپیدرود رشت منصوب شد. (سپیدرود پیش از پیوستن کریمی به این تیم؛ تا پایان هفته هفدهم، با کسب ۱۵ امتیاز در رده سیزده جدول قرار داشت) او در پایان لیگ ۹۷–۱۳۹۶، علی‌رغم حفظ سهمیه سپیدرود در مسابقات لیگ برتر؛ به دلیل اختلاف با مالک سپیدرود، از این تیم جدا شد.
پس از تغییرات مدیریتی سپیدرود در فصل ۹۸–۱۳۹۷، علی کریمی به عنوان مالک و سرمربی به این تیم بازگشت. این تیم پیش از بازگشت کریمی، با کسب ۱ امتیاز تا پایان هفته پنجم در رده آخر (رده شانزده) جدول مسابقات لیگ برتر قرار داشت. با قرعه کشی مسابقات جام حذفی؛ سپیدرود در اولین گام، با هدایت کریمی موفق شد ملوان بندر انزلی را شکست دهد، و به رکورد ۳۳ سال بدون شکست این تیم در انزلی در تقابل‌های دو تیم پایان دهد. او سرانجام پس از پایان هفته نوزدهم رقابت‌های لیگ برتر، از سرمربی‌گری این تیم کنار رفت و مالکیت این باشگاه را به اداره کل ورزش و جوانان گیلان واگذار کرد سپیدرود در این سال به دسته یک فوتبال ایران سقوط کرد.

## شرکت در انتخابات ریاست فدراسیون
کریمی در سال ۱۳۹۹ به همراه سه نامزد دیگر در انتخابات ریاست فدراسیون فوتبال ایران شرکت کرد. کریمی مناظره ای را که صداوسیما برای نامزدهای ریاست ترتیب داده بود نمایشی خواند و در آن شرکت نکرد. او تنها نامزد ورزشی این انتخابات بود. کریمی مهدی مهدوی‌کیا و فاطمه علیپور را به عنوان معاونان خود معرفی کرد. در دور اول انتخابات شهاب‌الدین عزیزی خادم با کسب ۳۵ رای و کیومرث هاشمی با ۲۴ رای به دور دوم راه یافتند و کریمی با کسب ۹ رای حذف شد. عزیزی خادم نهایتاً به ریاست فدراسیون برگزیده شد. کریمی پس از برگزاری انتخابات گفت از اول می‌دانسته چه اتفاقاتی رخ خواهد داد و از اول برای این نامزد شد که «فردا نگویند شرایط مهیا شد که فوتبالی‌ها بیایند اما کسی نیامد.»

## خارج از دنیای فوتبال
کریمی در خارج از دنیای ورزش و به عنوان یک شهروند ایرانی، در موضوعات اجتماعی، فرهنگی و سیاسی مرتبط با کشور ایران در داخل کشور و جهان فعالیت‌ زیادی دارد و به رویدادهای بسیاری واکنش نشان داده و در حال حاضر نیز بنا به شرایط اجتماعی و سیاسی، از ایران خارج شده و در کشور آلمان سکونت دارد.

### فعالیت در امور خیریه
کریمی در موارد متعدد؛ از کودکان یتیم، بی‌سرپرست و بیمار و همچنین سالمندان در مراکز بهزیستی کشور، حمایت کرده است. او با کمک‌های نقدی، خرید تجهیزات، مواد غذایی و پوشاک؛ (برای کودکان و سالمندان بی‌سرپرست) به عنوان عضو هیئت امناء موسسات خیریه، فعالیت داشته است.
کمک به زلزله‌زدگان غرب کشور در سال ۱۳۹۶، ساخت مدرسه در سیستان و بلوچستان در سال ۱۳۹۹، تهیه ۱۰۰۰ تبلت برای دانش آموزان بی‌بضاعت در سال ۱۴۰۰، کمک‌های مالی به آسایشگاه‌های سالمندان و معلولان کشور،‏‏ ارسال محموله‌های پزشکی و بهداشتی به بیمارستان‌ها در ایام کرونا‏ و همچنین کمک‌های مالی در هزینه درمانی افراد نیازمند، از جمله فعالیت‌هایی‌ست که علی کریمی در امور خیریه داشته است.
کریمی در آذر ۱۳۹۱؛ از سوی سازمان بهزیستی کشور، به‌عنوان «سفیر کودکان بی‌سرپرست» معرفی شد.

## فعالیت مدنی و سیاسی
خبرگزاری دویچه وله آلمان در سال ۲۰۱۴؛ به دنبال سخنرانی یک نماینده مجلس (در صحن مجلس) علیه کریمی در گزارشی اعلام کرد: «از سال‌ها قبل؛ مقام‌ها و نهادهای قدرت، صداوسیما، نمایندگان مجلس و سیاست‌مداران ایران در تریبون‌های مختلف؛ به خاطر مواضع سیاسی و اجتماعی کریمی، سعی در تخریب او داشته‌اند».
کریمی در ۲۷ خرداد ۱۳۸۸؛ در بازی تیم ملی ایران مقابل کره جنوبی که با «اعتراضات به انتخابات ۱۳۸۸» هم‌زمان بود، با مچ‌بندهای سبز (که نماد اعتراضات مردمی شناخته می‌شد) وارد زمین مسابقه شد. با خداحافظی کریمی از تیم ملی پس از این مسابقه، فیفا خواستار توضیح فدراسیون فوتبال ایران در ارتباط با بستن مچ‌بند سبز و خداحافظی این بازیکن از تیم ملی شد. در ادامه؛ کریمی از باشگاه پرسپولیس نیز، کنار گذاشته شد.
اهداء پیراهن به خانواده اشکان سهرابی از جان باختگان حوادث سال ۱۳۸۸، انتقاد به محمدجواد ظریف وزیر امورخارجه؛ برای تحت فشار گذاشتن مردم ایران به خاطر حمایت از فلسطین، انتقاد از مدیریت سرداران سپاه در فوتبال، انتقاد به ممنوعیت ورود زنان به ورزشگاه‌ها، واکنش به سرنگونی هواپیمای اوکراینی توسط سپاه پاسداران، انتقاد به افزایش قیمت بنزین و مشکلات اقتصادی کشور؛ از جمله مواردی‌ست، که از کریمی یک کنشگر مدنی و سیاسی ساخته است.
تهدید به «حذف از ورزش» توسط نماینده مجلس، خداحافظی زودهنگام و کنار گذاشته شدن از تیم ملی و پرسپولیس در مقاطع مختلف، «ممنوع التصویر». و «ممنوع الکار» شدن، از جمله «تبعات» به وجود آمده برای کریمی؛ پس از واکنش به حوادث سیاسی، اجتماعی و اقتصادی ایران بوده است.
در شهریور ۱۴۰۱؛ به‌دنبال جان باختن مهسا امینی و سپس خیزش ۱۴۰۱ ایران، کریمی در شبکه‌های اجتماعی در حمایت از معترضان فعال بود. رسانه‌های نزدیک به حاکمیت ایران، صداو سیما و مقامات مختلف ایران، بارها از کریمی به عنوان عامل اصلی حضور معترضان در خیابان‌های کشور یاد کردند و خواهان تعقیب قضائی و مصادره اموال او شدند.
کریمی در بحبوحه خیزش ۱۴۰۱ ایران؛ انتقادات تند و گسترده‌ای از حاکمیت ایران، بنیان‌گذار جمهوری اسلامی، رهبر جمهوری اسلامی، قوه قضائیه، رئیس‌جمهور، نمایندگان مجلس، اعضاء کابینه دولت، صداوسیما و سپاه پاسداران انقلاب اسلامی مطرح کرده است و همچنان مواضعی مخالف حاکمیت ایران دارد.

### مهاجرت از ایران ۱۴۰۱
کریمی در اولین مصاحبه خارج از کشور که ۷ آذر ۱۴۰۱ پخش شد اعلام کرد: «از سال‌ها قبل؛ علی‌رغم توصیه دوستانش برای سرمایه‌گذاری در خارج از کشور، درآمدش را در داخل ایران سرمایه‌گذاری کرده، و حتی اموالش را نفروخته است، چراکه قصدی برای مهاجرت دائمی نداشته است». کریمی در ادامه این مصاحبه عنوان کرد که به دلیل حمایتش از خیزش ۱۴۰۱ ایران، بارها او و خانواده‌اش از سوی حکومت «تهدید» شده‌اند، و حتی «حکم تیر» او صادر شده است.
کریمی که پیش از آغاز خیزش ۱۴۰۱ ایران، در امارات حضور داشت. به دنبال «تهدیدهای متوالی» و ابلاغ «اتهامات متعدد از سوی حاکمیت ایران» به دلیل حمایت از خیزش مردمی، پس از چند ماه حضور در امارات، در نهایت تصمیم گرفت برای حفظ امنیت خانواده‌اش، از این کشور مهاجرت کند. خبرگزاری فارس، وابسته به سپاه پاسداران در ۲ مهر ۱۴۰۱ در گفتگو با یک وکیل دادگستری، کریمی را تهدید به مجازات «اعدام» کرده بود.
مهاجرت به آلمان و دیدار با رئیس‌جمهور آلمان
در ۳۰ آذر ۱۴۰۱، با انتشار عکس دیدار کریمی با فرانک والتر اشتاین‌مایر، رئیس‌جمهور آلمان، پرده از حضور کریمی در آلمان برداشته شد. اشتاین‌مایر در دیدار با کریمی، به انتقاد از سرکوب اعتراضات مردمی ایران پرداخت و گفت: «ما نباید صدای خود را علیه خشونت‌های غیرانسانی که رژیم ایران اعمال می‌کند متوقف کنیم. مهم است که نقض اخیر حقوق بشر در ایران توسط کارشناسان مستقل بررسی شود تا عوامل آن روزی پاسخگو باشند.» کریمی در این دیدار؛ از اشتاین‌مایر برای حمایت از مردم ایران، تشکر کرد.

## آمار

### باشگاهی
| باشگاه                               | فصل                                  | لیگ                                  | لیگ  | لیگ | حذفی | حذفی | قاره‌ای | قاره‌ای | دیگر مسابقات | دیگر مسابقات | مجموع | مجموع |
| باشگاه                               | فصل                                  | دسته                                 | بازی | گل  | بازی | گل   | بازی   | گل     | بازی         | گل           | بازی  | گل    |
| ------------------------------------ | ------------------------------------ | ------------------------------------ | ---- | --- | ---- | ---- | ------ | ------ | ------------ | ------------ | ----- | ----- |
| پرسپولیس‏                             | ۱۳۷۸–۱۳۷۷                            | لیگ آزادگان                          | ۱۳   | ۳   | ۰    | ۰    | —      | —      | —            | —            | ۱۳    | ۳     |
| پرسپولیس‏                             | ۱۳۷۹–۱۳۷۸                            | لیگ آزادگان                          | ۱۰   | ۳   | ۰    | ۰    | ۵‏      | ۱      | —            | —            | ۱۵    | ۴     |
| پرسپولیس‏                             | ۱۳۸۰–۱۳۷۹                            | لیگ آزادگان                          | ۱۹   | ۵   | ۲    | ۰    | ۸‏      | ۴      | —            | —            | ۲۹    | ۹     |
| پرسپولیس‏                             | مجموع پرسپولیس                       | مجموع پرسپولیس                       | ۴۲   | ۱۱  | ۲    | ۰    | ۱۳     | ۵      | —            | —            | ۵۷    | ۱۶    |
| الاهلی                               | ۲۰۰۲–۲۰۰۱‏                            | لیگ برتر امارات                      |      | ۱۴  |      |      | —      | —      |              |              |       |       |
| الاهلی                               | ۲۰۰۳–۲۰۰۲‏                            | لیگ برتر امارات                      |      | ۵   |      |      | ۲‏      | ۰      |              |              |       |       |
| الاهلی                               | ۲۰۰۴–۲۰۰۳‏                            | لیگ برتر امارات                      |      | ۱۵  |      |      | —      | —      |              |              |       |       |
| الاهلی                               | ۲۰۰۵–۲۰۰۴‏                            | لیگ برتر امارات                      |      | ۱۱  |      |      | ۶‏      | ۲      |              |              |       |       |
| الاهلی                               | مجموع الاهلی                         | مجموع الاهلی                         | ۶۹   | ۴۵  | ۳۰   | ۲۹   | ۸      | ۲      | ۹            | ۵            | ۱۱۶   | ۸۱    |
| بایرن مونیخ                          | ۲۰۰۶–۲۰۰۵                            | بوندس‌لیگا                            | ۲۰   | ۲   | ۲‏    | ۰    | ۳‏      | ۱      | ‏ ۱           | ۰            | ۲۶    | ۳     |
| بایرن مونیخ                          | ۲۰۰۷–۲۰۰۶                            | بوندس‌لیگا                            | ۱۳   | ۱   | ۰‏    | ۰    | ۲‏      | ۰      | ۱‏            | ۰            | ۱۶    | ۱     |
| بایرن مونیخ                          | مجموع بایرن مونیخ                    | مجموع بایرن مونیخ                    | ۳۳   | ۳   | ۲    | ۰    | ۵      | ۱      | ۲            | ۰            | ۴۲    | ۴     |
| القطر                                | ۲۰۰۸–۲۰۰۷                            | لیگ ستارگان قطر                      | ۲۶   | ۵   | ۲‏    | ۰    | —      | —      | ‏ ۲           | ۱            | ۳۰    | ۶     |
| السیلیه                              | ۲۰۰۹–۲۰۰۸                            | لیگ ستارگان قطر                      | —    | —   | —    | —    | —      | —      | —            | —            | ۰     | ۰     |
| پرسپولیس                             | ۱۳۸۸–۱۳۸۷                            | لیگ برتر خلیج فارس                   | ۲۱   | ۵   | ۱    | ۰    | ۶‏      | ۲      | —            | —            | ۲۸    | ۷     |
| استیل‌آذین                            | ۱۳۸۹–۱۳۸۸                            | لیگ برتر خلیج فارس                   | ۲۸   | ۱۴  | ۳    | ۱    | —      | —      | —            | —            | ۳۱    | ۱۵    |
| استیل‌آذین                            | ۱۳۹۰–۱۳۸۹                            | لیگ برتر خلیج فارس                   | ۱۲   | ۰   | ۰    | ۰    | —      | —      | —            | —            | ۱۲    | ۰     |
| استیل‌آذین                            | مجموع استیل‌آذین                      | مجموع استیل‌آذین                      | ۴۰   | ۱۴  | ۳    | ۱    | —      | —      | —            | —            | ۴۳    | ۱۵    |
| شالکه ۰۴‏                             | ۲۰۱۱–۲۰۱۰                            | بوندس‌لیگا                            | ۱    | ۰   | ۰    | ۰    | ۱‏      | ۰      | ۰            | ۰            | ۲     | ۰     |
| پرسپولیس                             | ۱۳۹۱–۱۳۹۰                            | لیگ برتر خلیج فارس                   | ۲۸   | ۱۲  | ۲    | ۰    | ۷‏      | ۳      | —            | —            | ۳۷    | ۱۵    |
| پرسپولیس                             | ۱۳۹۲–۱۳۹۱                            | لیگ برتر خلیج فارس                   | ۱۲   | ۱   | ۳    | ۰    | —      | —      | —            | —            | ۱۵    | ۱     |
| پرسپولیس                             | مجموع پرسپولیس                       | مجموع پرسپولیس                       | ۴۰   | ۱۳  | ۵    | ۰    | ۷      | ۳      | —            | —            | ۵۲    | ۱۶    |
| تراکتورسازی                          | ۱۳۹۳–۱۳۹۲                            | لیگ برتر خلیج فارس                   | ۲۶   | ۵   | ۴    | ۰    | ۵‏      | ۰      | —            | —            | ۳۵    | ۵     |
| مجموع                                | مجموع                                | لیگ ایران (۹ فصل)                    | ۱۶۹  | ۴۸  | ۱۷   | ۱    | ۳۱     | ۱۰     | ۰            | ۰            | ۲۱۷   | ۵۹    |
| مجموع                                | مجموع                                | لیگ امارات (۴ فصل)                   | ۶۹   | ۴۵  | ۳۰   | ۲۹   | ۸      | ۲      | ۹            | ۵            | ۱۱۶   | ۸۱    |
| مجموع                                | مجموع                                | لیگ آلمان (۳ فصل)                    | ۳۴   | ۳   | ۲    | ۰    | ۶      | ۱      | ۲            | ۰            | ۴۴    | ۴     |
| مجموع                                | مجموع                                | لیگ قطر (۲ فصل)                      | ۲۶   | ۵   | ۲    | ۰    | ۰      | ۰      | ۲            | ۱            | ۳۰    | ۶     |
| مجموع دوران بازیگری باشگاهی (۱۶ فصل) | مجموع دوران بازیگری باشگاهی (۱۶ فصل) | مجموع دوران بازیگری باشگاهی (۱۶ فصل) | ۲۹۸  | ۱۰۱ | ۵۱   | ۳۰   | ۴۵     | ۱۳     | ۱۳           | ۶            | ۴۰۷   | ۱۵۰   |

1. 1 2  در جام باشگاه‌های آسیا
2. 1 2 3 4 5  در لیگ قهرمانان آسیا
3. 1 2  در جام حذفی آلمان
4. 1 2 3  در لیگ قهرمانان اروپا
5. 1 2  در لیگا پوکال
6. ↑  در جام امیر قطر
7. ↑  در جام ولیعهد قطر
8. 1 2  بدون احتساب ۲ فصل بازی در فتح تهران در لیگ دسته ۲

### ملی
بازی
| سال   | بازی    | گل      | پاس گل  |
| ----- | ------- | ------- | ------- |
| ۱۹۹۸  | ۹       | ۱       | ۰       |
| ۱۹۹۹  | محرومیت | محرومیت | محرومیت |
| ۲۰۰۰  | ۲۱      | ۹       | ۱       |
| ۲۰۰۱  | ۱۹      | ۶       | ۰       |
| ۲۰۰۲  | ۷       | ۴       | ۰       |
| ۲۰۰۳  | ۷       | ۴       | ۰       |
| ۲۰۰۴  | ۱۷      | ۷       | ۴       |
| ۲۰۰۵  | ۸       | ۰       | ۰       |
| ۲۰۰۶  | ۹       | ۴       | ۰       |
| ۲۰۰۷  | ۶       | ۰       | ۰       |
| ۲۰۰۸  | ۵       | ۰       | ۰       |
| ۲۰۰۹  | ۳       | ۱       | ۰       |
| ۲۰۱۰  | ۱       | ۰       | ۰       |
| ۲۰۱۱  | ۶       | ۱       | ۰       |
| ۲۰۱۲  | ۹       | ۱       | ۳       |
| مجموع | ۱۲۷     | ۳۸      | ۸       |
| منبع  |         |         |         |

| نوع مسابقه              | بازی | گل | پاس گل |
| ----------------------- | ---- | -- | ------ |
| دوستانه                 | ۲۷   | ۹  | ۴      |
| انتخابی جام جهانی       | ۳۷   | ۸  | ۰      |
| جام جهانی               | ۲    | ۰  | ۰      |
| جام ملت‌های آسیا         | ۱۴   | ۵  | ۳      |
| انتخابی جام ملت‌های آسیا | ۲۷   | ۹  | ۱      |
| بازی‌های آسیایی          | ۸    | ۱  | ۰      |
| مسابقات غرب آسیا        | ۱۲   | ۷  | ۰      |
| جام آسیا–اقیانوسیه      | ۱    | ۲  | ۰      |
| دیگر جام‌ها              | ۱۰   | ۱  | ۰      |
| مجموع                   | ۱۲۷  | ۳۸ | ۸      |
| منبع                    |      |    |        |

| برد    | ۷۴  |
| باخت   | ۳۱  |
| مساوی  | ۲۲  |
| امتیاز | ۱۷۹ |
| مجموع  | ۱۲۷ |
| منبع   |     |

گل
| شماره | تاریخ          | میزبان     | بازی ملی | حریف      | نتیجه | رقابت                        |
| ----- | -------------- | ---------- | -------- | --------- | ----- | ---------------------------- |
| ۱     | ۱۹ دسامبر ۱۹۹۸ | بانکوک     | ۹        | کویت      | ۲–۰   | بازی‌های آسیایی ۱۹۹۸          |
| ۲     | ۹ آوریل ۲۰۰۰   | تهران      | ۱۴       | بحرین     | ۳–۰   | مقدماتی جام ملت‌های آسیا ۲۰۰۰ |
| ۳     | ۲۴ مه ۲۰۰۰     | امان       | ۱۷       | قزاقستان  | ۳–۰   | غرب آسیا ۲۰۰۰                |
| ۴     | ۲۴ مه ۲۰۰۰     | امان       | ۱۷       | قزاقستان  | ۳–۰   | غرب آسیا ۲۰۰۰                |
| ۵     | ۲۸ مه ۲۰۰۰     | امان       | ۱۹       | سوریه     | ۱–۰   | غرب آسیا ۲۰۰۰                |
| ۶     | ۳۱ مه ۲۰۰۰     | امان       | ۲۰       | اردن      | ۱–۰   | غرب آسیا ۲۰۰۰                |
| ۷     | ۲۴ نوامبر ۲۰۰۰ | تبریز      | ۲۹       | گوآم      | ۱۹–۰  | مقدماتی جام جهانی ۲۰۰۲       |
| ۸     | ۲۴ نوامبر ۲۰۰۰ | تبریز      | ۲۹       | گوآم      | ۱۹–۰  | مقدماتی جام جهانی ۲۰۰۲       |
| ۹     | ۲۴ نوامبر ۲۰۰۰ | تبریز      | ۲۹       | گوآم      | ۱۹–۰  | مقدماتی جام جهانی ۲۰۰۲       |
| ۱۰    | ۲۴ نوامبر ۲۰۰۰ | تبریز      | ۲۹       | گوآم      | ۱۹–۰  | مقدماتی جام جهانی ۲۰۰۲       |
| ۱۱    | ۱۰ اوت ۲۰۰۱    | تهران      | ۳۷       | بوسنی     | ۴–۰   | جام ال‌جی ۲۰۰۱                |
| ۱۲    | ۱۵ اوت ۲۰۰۱    | براتیسلاوا | ۳۸       | اسلواکی   | ۴–۳   | دوستانه                      |
| ۱۳    | ۱۵ اوت ۲۰۰۱    | براتیسلاوا | ۳۸       | اسلواکی   | ۴–۳   | دوستانه                      |
| ۱۴    | ۱۵ اوت ۲۰۰۱    | براتیسلاوا | ۳۸       | اسلواکی   | ۴–۳   | دوستانه                      |
| ۱۵    | ۷ سپتامبر ۲۰۰۱ | بغداد      | ۴۰       | عراق      | ۲–۱   | مقدماتی جام جهانی ۲۰۰۲       |
| ۱۶    | ۱۲ اکتبر ۲۰۰۱  | تهران      | ۴۴       | عراق      | ۲–۱   | مقدماتی جام جهانی ۲۰۰۲       |
| ۱۷    | ۶ فوریه ۲۰۰۲   | تهران      | ۵۰       | اسلواکی   | ۲–۳   | دوستانه                      |
| ۱۸    | ۶ فوریه ۲۰۰۲   | تهران      | ۵۰       | اسلواکی   | ۲–۳   | دوستانه                      |
| ۱۹    | ۱۱ اوت ۲۰۰۲    | تبریز      | ۵۲       | آذربایجان | ۱–۱   | دوستانه                      |
| ۲۰    | ۳ سپتامبر ۲۰۰۲ | دمشق       | ۵۵       | لبنان     | ۲–۰   | غرب آسیا ۲۰۰۲                |
| ۲۱    | ۱۲ اکتبر ۲۰۰۳  | تهران      | ۵۹       | نیوزیلند  | ۳–۰   | چلنج کاپ آسیا–اقیانوسیه      |
| ۲۲    | ۱۲ اکتبر ۲۰۰۳  | تهران      | ۵۹       | نیوزیلند  | ۳–۰   | چلنج کاپ آسیا–اقیانوسیه      |
| ۲۳    | ۲۷ اکتبر ۲۰۰۳  | پیونگ یانگ | ۶۰       | کرهٔ شمالی | ۳–۱   | مقدماتی جام ملت‌های آسیا ۲۰۰۴ |
| ۲۴    | ۲۷ اکتبر ۲۰۰۳  | پیونگ یانگ | ۶۰       | کرهٔ شمالی | ۳–۱   | مقدماتی جام ملت‌های آسیا ۲۰۰۴ |
| ۲۵    | ۲۱ ژوئن ۲۰۰۴   | تهران      | ۶۸       | سوریه     | ۷–۱   | غرب آسیا ۲۰۰۴                |
| ۲۶    | ۲۵ ژوئن ۲۰۰۴   | تهران      | ۷۰       | سوریه     | ۴–۱   | غرب آسیا ۲۰۰۴                |
| ۲۷    | ۲۴ ژوئیه ۲۰۰۴  | چونگ‌چینگ   | ۷۲       | عمان      | ۲–۲   | جام ملت‌های آسیا ۲۰۰۴         |
| ۲۸    | ۳۱ ژوئیه ۲۰۰۴  | شاندونگ    | ۷۴       | کرهٔ جنوبی | ۴–۳   | جام ملت‌های آسیا ۲۰۰۴         |
| ۲۹    | ۳۱ ژوئیه ۲۰۰۴  | شاندونگ    | ۷۴       | کرهٔ جنوبی | ۴–۳   | جام ملت‌های آسیا ۲۰۰۴         |
| ۳۰    | ۳۱ ژوئیه ۲۰۰۴  | شاندونگ    | ۷۴       | کرهٔ جنوبی | ۴–۳   | جام ملت‌های آسیا ۲۰۰۴         |
| ۳۱    | ۶ اوت ۲۰۰۴     | بیجینگ     | ۷۶       | بحرین     | ۴–۲   | جام ملت‌های آسیا ۲۰۰۴         |
| ۳۲    | ۳۰ ژانویه ۲۰۰۶ | تهران      | ۸۹       | کاستاریکا | ۳–۲   | دوستانه                      |
| ۳۳    | ۲۸ مه ۲۰۰۶     | اوسییک     | ۹۰       | کرواسی    | ۲–۲   | دوستانه                      |
| ۳۴    | ۱۱ اکتبر ۲۰۰۶  | تایپه      | ۹۶       | تایوان    | ۲–۰   | مقدماتی جام ملت‌های آسیا ۲۰۰۷ |
| ۳۵    | ۱۱ اکتبر ۲۰۰۶  | تایپه      | ۹۶       | تایوان    | ۲–۰   | مقدماتی جام ملت‌های آسیا ۲۰۰۷ |
| ۳۶    | ۱۰ ژوئن ۲۰۰۹   | تهران      | ۱۱۰      | امارات    | ۱–۰   | مقدماتی جام جهانی ۲۰۱۰       |
| ۳۷    | ۲۳ ژوئیه ۲۰۱۱  | تهران      | ۱۱۴      | مالدیو    | ۴–۰   | مقدماتی جام جهانی ۲۰۱۴       |
| ۳۸    | ۲۳ فوریه ۲۰۱۲  | دبی        | ۱۱۹      | اردن      | ۲–۲   | دوستانه                      |

## افتخارات

### باشگاهی
پرسپولیس

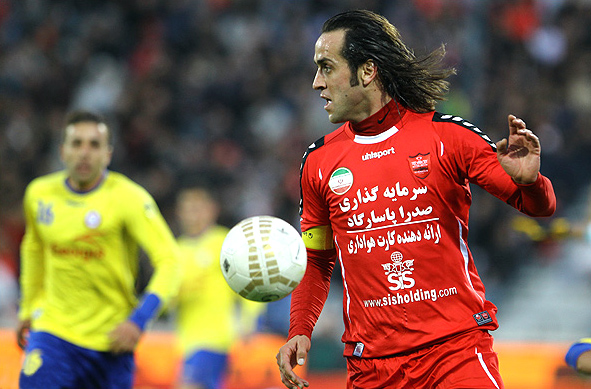
علی کریمی در «۱۴۱» بازی رسمی برای پرسپولیس، «۳۸» گل به ثمر رساند و «۷۰» بار، بازوبند کاپیتانی این تیم را بر بازو بست

- لیگ ایران: قهرمان (۲ بار): ۷۸–۱۳۷۷، ۷۹–۱۳۷۸[۲۸] نایب‌قهرمان ۸۰–۱۳۷۹[۱۷]
- جام حذفی: قهرمان ۷۸–۱۳۷۷[۲۸]
- جام باشگاه‌های آسیا: مقام سوم (۲ بار):
  - ۲۰۰۰–۱۹۹۹
  - ۰۱–۲۰۰۰

الاهلی
- لیگ برتر: نایب قهرمان ۰۴–۲۰۰۳[۱۷]
- جام حذفی: قهرمان (۲ بار) ۰۲–۲۰۰۱، ۰۴–۲۰۰۳[۱۷]

بایرن مونیخ
- بوندس‌لیگا: قهرمان ۰۶–۲۰۰۵[۱۷]
- جام حذفی: قهرمان ۰۶–۲۰۰۵[۱۷]
- لیگا پوکال: نایب‌قهرمان ۰۷–۲۰۰۶

شالکه
- جام حذفی: قهرمان ۱۱–۲۰۱۰[۱۷]

تراکتورسازی
- جام حذفی: قهرمان ۹۳–۱۳۹۲[۱۵۱]

### ملی
- بازی‌های آسیایی: قهرمان ۱۹۹۸[۳۳]
- جام ملت‌های آسیا: مقام سوم ۲۰۰۴[۱۶۶]
- جام فوتبال غرب آسیا: قهرمان (۲ بار): ۲۰۰۰،[۳۱] ۲۰۰۴[۱۷۱]‏[۱۷۲]
- جام بین قاره‌ای آسیا-اقیانوسیه: قهرمان ۲۰۰۳[۱۶۴]

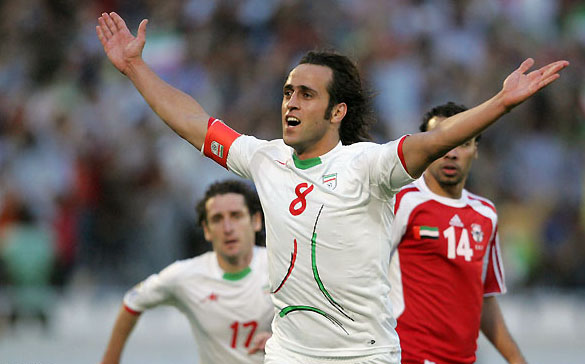
علی کریمی زننده گل «۲۰۰» تاریخ ایران در تمامی ادوار انتخابی جام جهانی / ایران ۱ - امارات ۰ / خرداد ۱۳۸۸ / انتخابی جام جهانی ۲۰۱۰

### فردی
- بازیکن سال فوتبال آسیا:
  - ۲۰۰۴ (نفر اول)، ۲۰۱۲ (نفر دوم)[۱۳۰]
- بازیکن ماه فوتبال آسیا: (۳ بار)
  - ژوئن ۲۰۰۰،[۲۷۰] ‏ اکتبر ۲۰۰۱،[۲۷۱] ‏ اکتبر ۲۰۰۳[۵۰]
- بهترین بازیکن مسابقات فوتبال غرب آسیا: ۲۰۰۰[۳۱]
- بهترین بازیکن خارجی لیگ امارات: ۰۳–۲۰۰۲[۵۰]‏[۲۷۲]
- بهترین بازیکن لیگ امارات: ۰۴–۲۰۰۳[۲۷۳]‏[۲۷۲]
- آقای گل لیگ امارات: ۰۴–۲۰۰۳[۱۷]‏[۲۷۲]
- بهترین بازیکن خارجی تاریخ لیگ امارات: (نظرسنجی روزنامه البیان امارات: ۲۰۲۰)[۲۷۴]‏[۲۷۲]
- بهترین بازیکن جام بین قاره‌ای آسیا-اقیانوسیه: ۲۰۰۳[۱۶۴]
- آقای گل جام ملت‌های آسیا: ۲۰۰۴[۱۶۸]
- عضو تیم منتخب جام ملت‌های آسیا: ۲۰۰۴[۱۶۹]
- نامزد سلطان دریبل جهان: ۲۰۰۶[۷۰]
- عضو تیم منتخب سال آسیا: ۲۰۱۲
- گلزن‌ترین هافبک لیگ برتر: (۲ بار)
  - ۱۴ گل – (نهمین دوره لیگ برتر) ۸۹–۱۳۸۸[۱۰۷]
  - ۱۲ گل – (یازدهمین دوره لیگ برتر) ۹۱–۱۳۹۰[۱۲۴]
- یکی از ۲ بازیکن برتر تاریخ ایران به انتخاب فیفا (ویدیو معرفی تیم ملی فوتبال ایران، در مسابقات جام جهانی ۲۰۱۸)[۷]
- بهترین هافبک تاریخ جام ملت‌های آسیا و عضو تیم منتخب تاریخ جام ملت‌های آسیا (نظرسنجی AFC)‏[۲۷۵]
- بهترین بازیکن تاریخ ایران (نظر سنجی سایت روزنامه مارکا اسپانیا)[۲۷۶]
- قرار گرفتن در لیست ۱۰۰ چهره برتر بایرن‌مونیخ، به انتخاب روزنامه Tageszeitung چاپ مونیخ[۲۷۷]
- قرار گرفتن در تیم منتخب بازیکنانی که به صورت آزاد، به بایرن‌مونیخ پیوستن به انتخاب سایت transfermarkt‏[۶۵]‏[۶۶]

در این تیم منتخب ۱۱ نفره (از ۱۹۹۸ تا ۲۰۱۷)، علی کریمی در ترکیب ۱-۳-۲-۴ به‌عنوان هافبک هجومی؛ پشت لواندوفسکی مهاجم قرار گرفته است.
- قرار گرفتن در فهرست ۵ بازیکن برتر تاریخ ایران، در مسابقات بوندس‌لیگا به انتخاب سایت Fox Sports‏[۲۷۸]‏[۲۷۹]

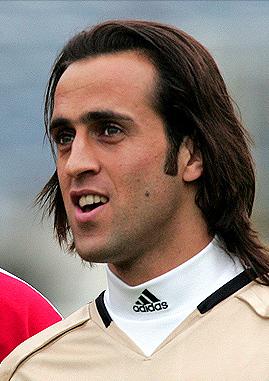
علی کریمی در «۴۲» بازی رسمی برای بایرن مونیخ به میدان رفت و یک فصل قرارداد او با این تیم تمدید شد

## رکوردها
گلزن‌ترین هافبک تاریخ پرسپولیس، در رقابت‌ها آسیایی (۱۰ گل)
علی کریمی با زدن ۱۰ گل برای پرسپولیس؛ گلزن‌ترین هافبک تاریخ این تیم، در مسابقات باشگاهی آسیا (جام باشگاه‌های آسیا و لیگ قهرمانان آسیا) شناخته می‌شود.
بهترین گلزن تاریخ فوتبال ایران، در مقابل تیم‌های ملی اروپایی (۸ گل)
علی کریمی با زدن ۸ گل، سردار آزمون با ۶ گل و علی دایی با ۵ گل؛ برترین گلزنان تاریخ فوتبال ایران، در مقابل تیم‌های ملی اروپایی به‌شمار می‌روند.
اولین بازیکن تاریخ فوتبال ایران؛ با هت‌تریک در مقابل یک تیم ملی اروپایی
علی کریمی با هت تریک مقابل تیم ملی اسلواکی در مرداد ۱۳۸۰، نخستین بازیکن ایرانی شناخته شد که در مقابل یک تیم اروپایی هت‌تریک کرده است. پس از کریمی؛ سردار آزمون در خرداد ۱۳۹۵، موفق به زدن سه گل در مقابل تیم اروپایی مقدونیه شد.‏
اولین بازی، اولین گل در لیگ قهرمانان اروپا
علی کریمی سال ۲۰۰۵، در اولین بازی خود برای بایرن مونیخ در مسابقات لیگ قهرمانان اروپا، مقابل راپیدوین گلزنی کرد، تا نخستین لژیونر تاریخ فوتبال ایران شناخته شود که در اولین بازی خود در لیگ قهرمانان اروپا گلزنی کرده است.
کمترین زمان، برای قرار گرفتن در تیم منتخب هفته لیگ اروپایی (بوندسلیگا)
علی کریمی سال ۲۰۰۵، در دومین هفته از مسابقات بوندسلیگا، با زدن ۱ گل و ارسال ۱ پاس گل مقابل بایرلورکوزن، در تیم منتخب هفته بوندسلیگا از سوی مجله کیکر آلمان قرار گرفت.
اولین برد تاریخ فوتبال ایران در خاک یک کشور اروپایی، با هت تریک مقابل اسلواکی
علی کریمی با زدن ۳ گل مقابل اسلواکی در مرداد سال ۱۳۸۰، پایه‌گذار اولین برد تاریخ فوتبال ایران در خاک یک کشور اروپایی شد. (ایران ۴ – اسلواکی ۳)‏
اولین برد تاریخ فوتبال ایران در خاک کره شمالی
علی کریمی با زدن ۲ گل مقابل کره شمالی، در مرحله مقدماتی جام ملت‌های آسیا ۲۰۰۴ (آبان ۱۳۸۲)، پایه‌گذار اولین برد تاریخ فوتبال ایران در خاک کره شمالی شد. (ایران ۳ – کره شمالی ۱)